# Rotfuchs
Der Rotfuchs (Vulpes vulpes; Synonym: Canis vulpes, früher auch Canis vulpis) ist der einzige mitteleuropäische Vertreter der Füchse und wird daher meistens als „der Fuchs“ bezeichnet. Er ist in Europa der häufigste Wildhund.

## Merkmale

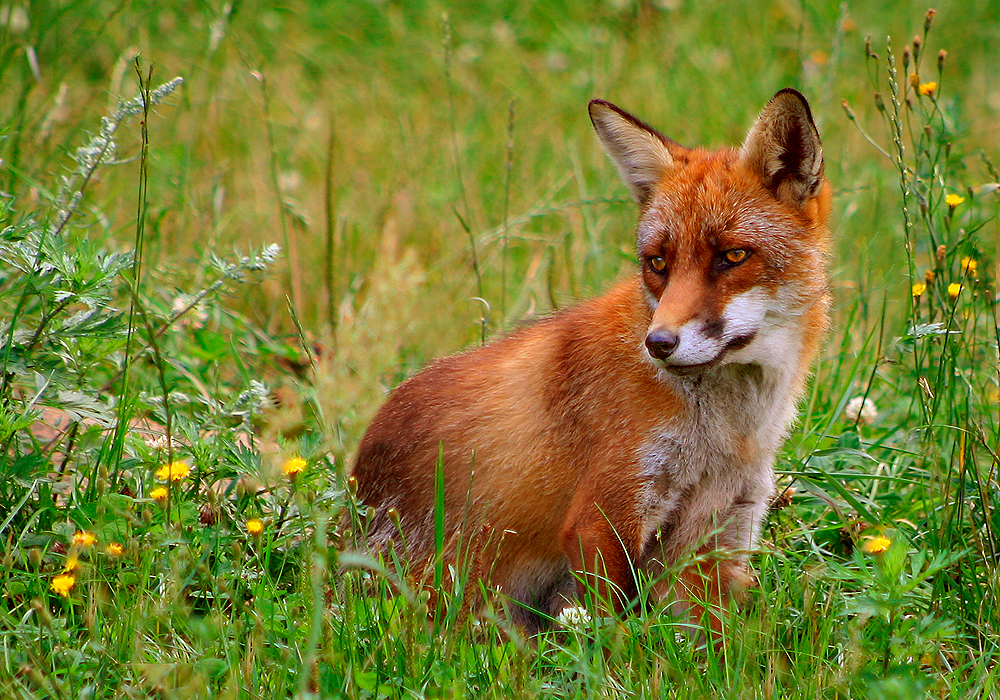
Rotfuchs in einem dänischen Tierpark

### Allgemeine Merkmale

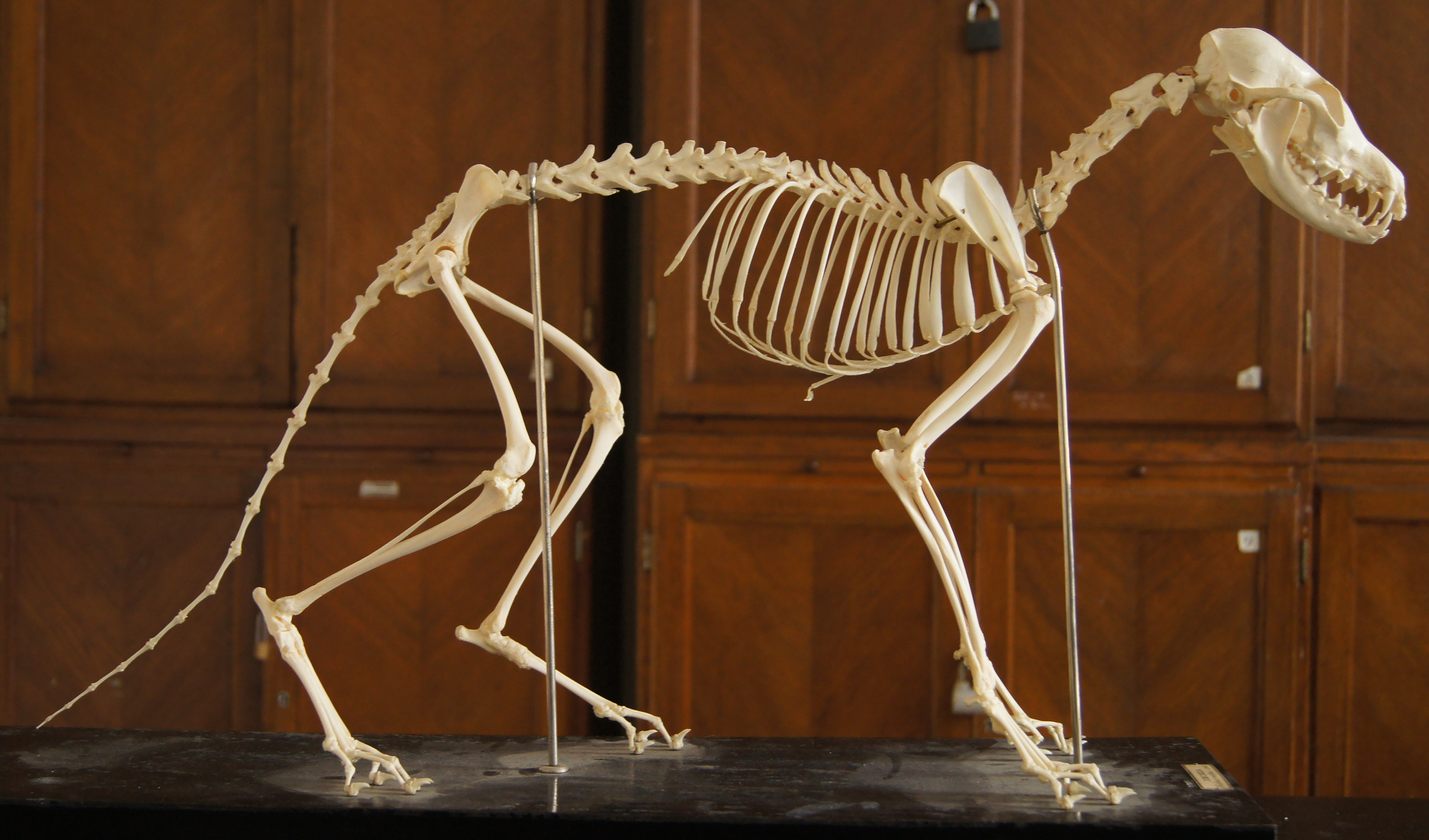
Skelett (Lomonossow-Universität, Moskau)

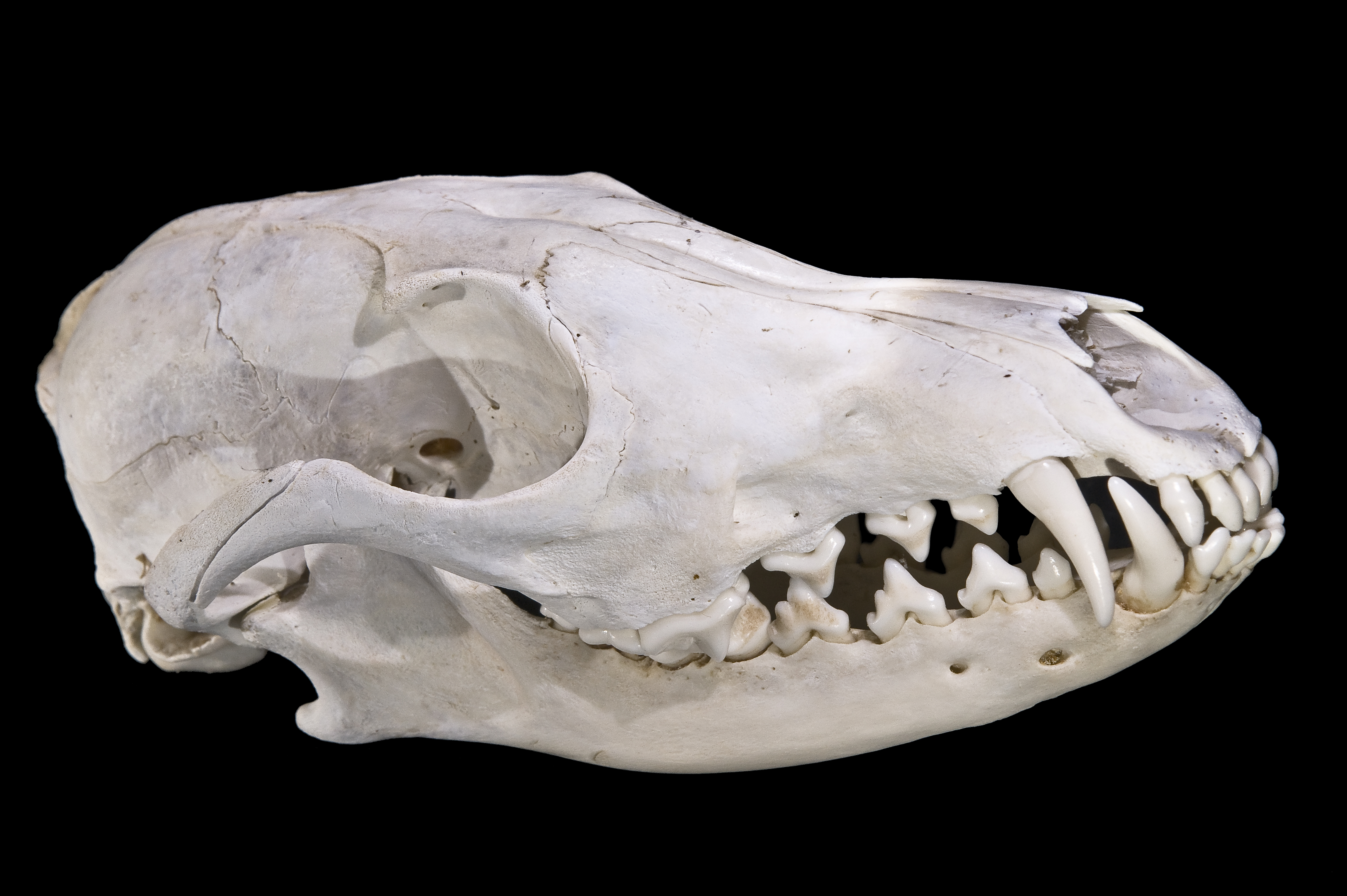
Schädel

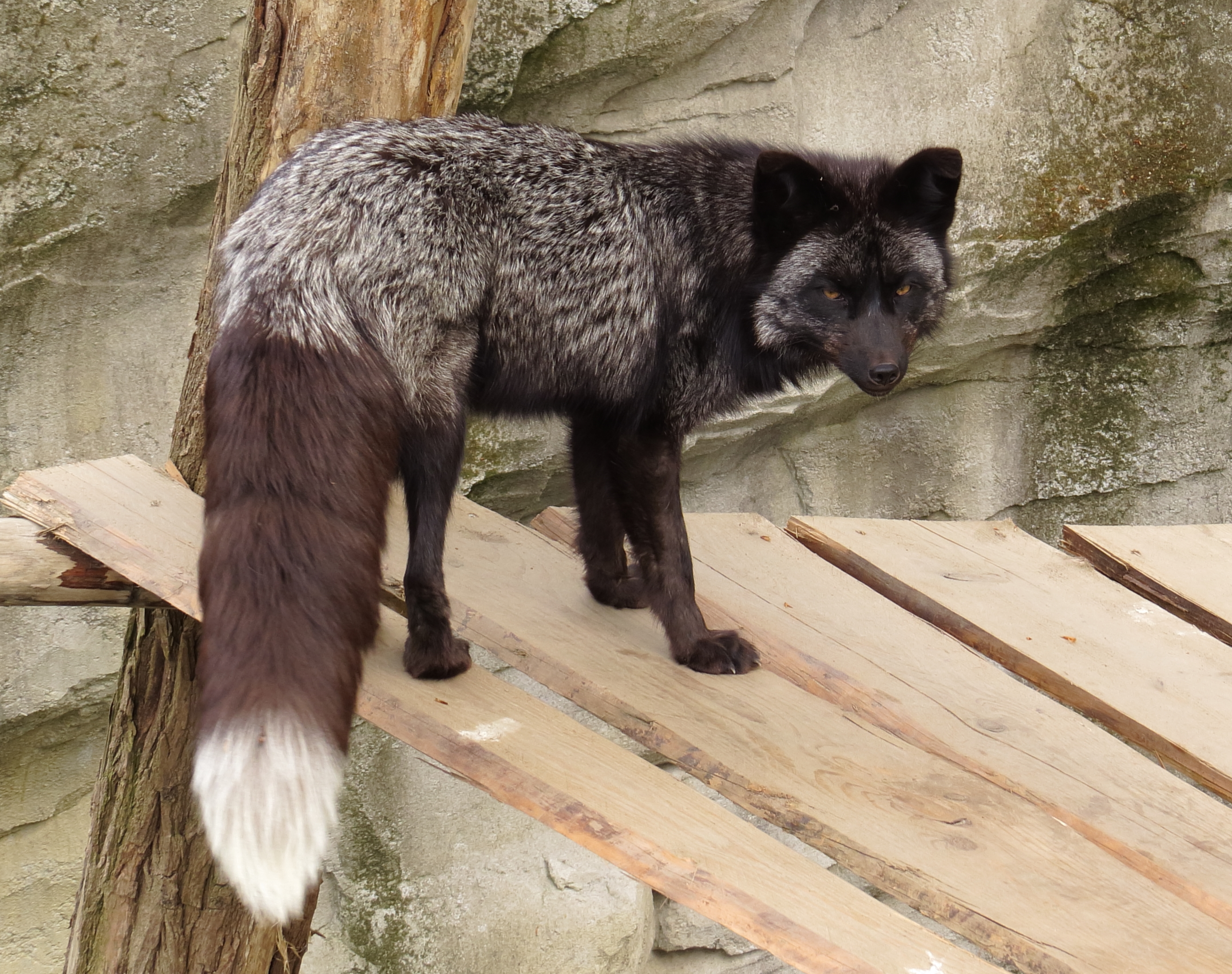
Silberfuchs Zoo Osnabrück

Die Körpermaße des Rotfuchses sind geographisch und jahreszeitlich starken Schwankungen unterworfen. Das Körpergewicht liegt durchschnittlich für Männchen im Bereich 5 bis 8 kg, für Weibchen bei 5 bis 6,5 kg. Schwerere Tiere (bis 14,5 kg) sind selten. Die Körperlänge (ohne Schwanz) beträgt für Männchen 65 bis 75 cm, für Weibchen 62 bis 68 cm, die Schwanzlänge entsprechend 35 bis 45 cm oder 30 bis 42 cm (Durchschnittswerte für europäische Füchse).
Das Fell ist oberseits rötlich, unterseits weiß; der Farbton variiert je nach Verbreitungsgebiet oberseits zwischen rötlichgelb bis tiefrotbraun und unterseits zwischen reinweiß bis schiefergrau. Die unteren Teile der Beine sowie die Hinterseiten der Ohren sind schwarz gefärbt. Insgesamt variiert die Fellfärbung stark. Die häufigste Farbvariante ist der Birkfuchs mit gelb-roter Oberseite, weißer Kehle und weißer Schwanzspitze. Der seltenere Kohl- oder Brandfuchs ist insgesamt dunkel, überwiegend dunkelbraun-rot, Bauch und Kehle sind grauweiß, die weiße Schwanzspitze fehlt. Der Kreuzfuchs weist quer über den Schultern und längs des Rückens einen dunklen Streifen auf. Der Silberfuchs ist dunkelgrau bis schwarz (→ Silberfuchsfell).
Der Fuchs macht im Jahr zwei Fellwechsel durch. Im Frühjahr ab Anfang April verliert er das dichte Winterfell, gleichzeitig bildet sich das lichte Sommerfell. Dieses wird ab Ende April an den Unterschenkeln sichtbar und hat bis Ende Juni die Beine, den Bauch und die Flanken erfasst. Der Fellwechsel setzt sich fort über das Gesicht zum Rücken bis zur Schwanzspitze, die im späten August erreicht wird. Erst im September ist das Sommerfell vollständig. Bereits im Oktober bildet sich dann wieder von den Beinen über Schwanz, Rücken und Gesicht das Winterfell.

### Spuren

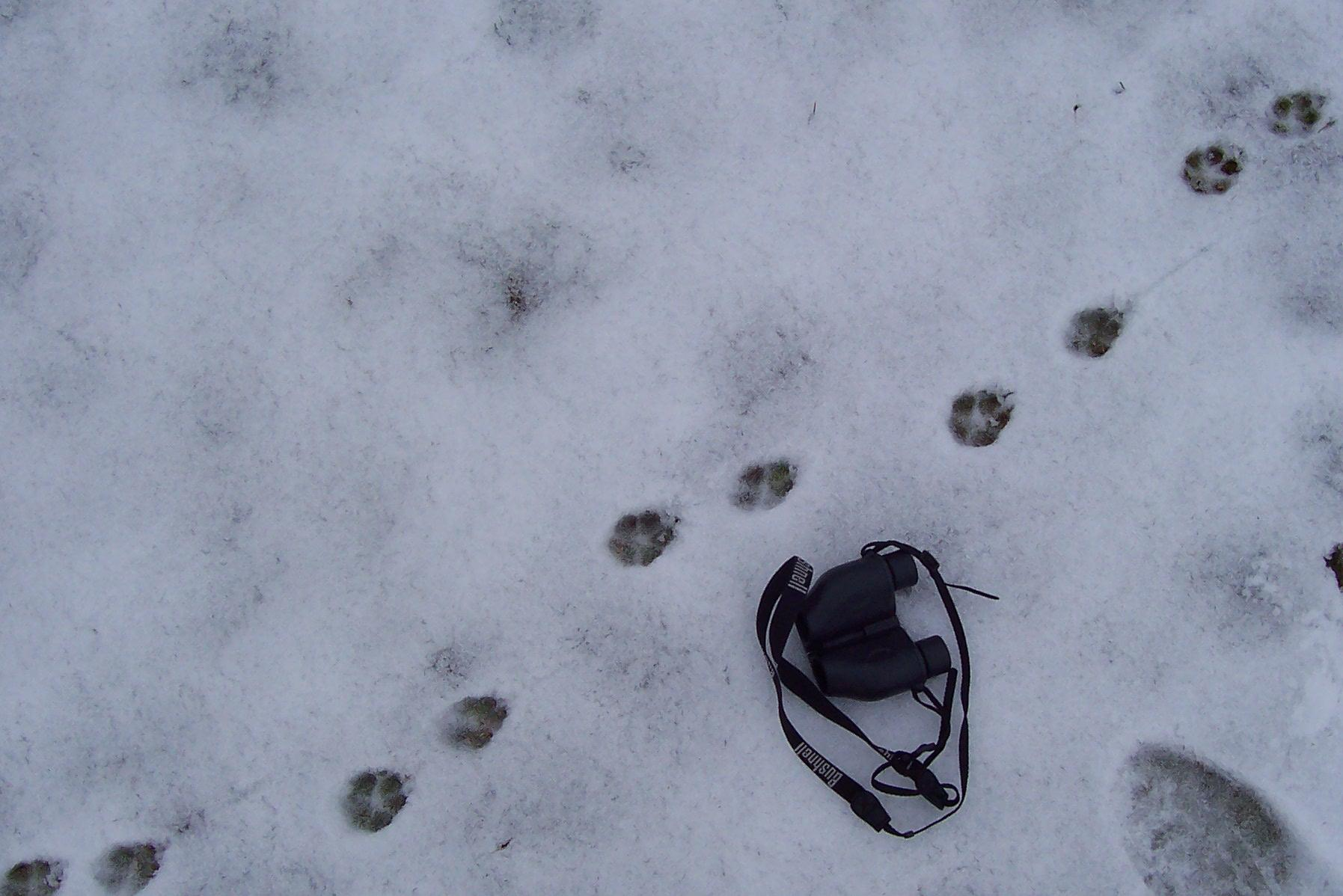
Trabspur

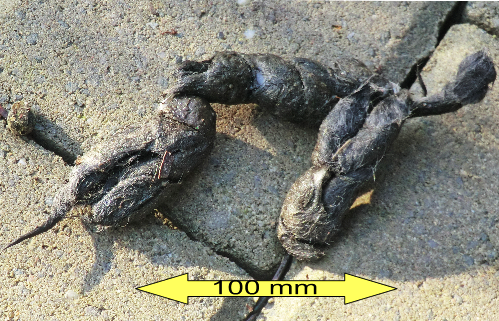
Kot (Losung)

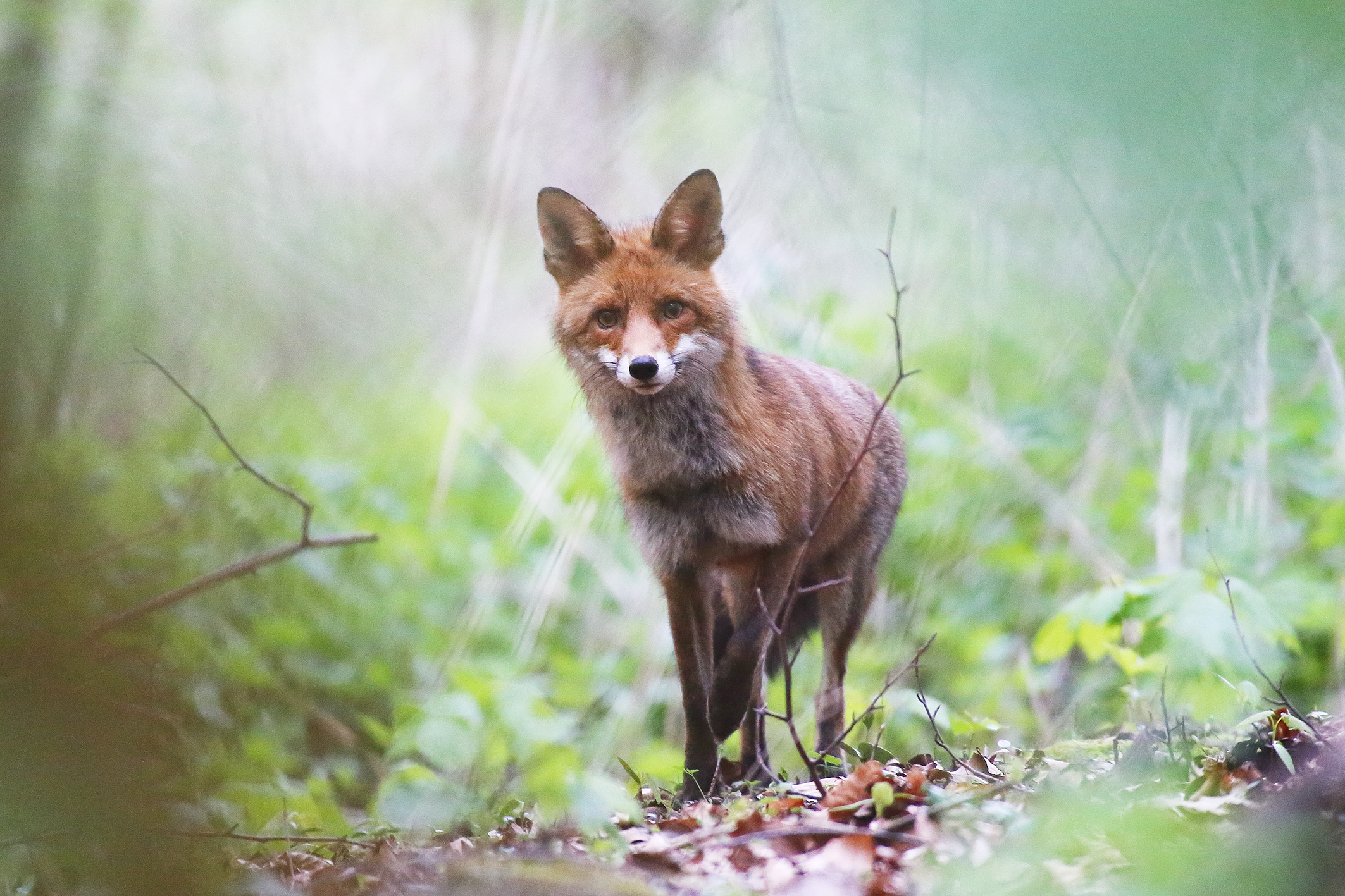
Wildlebender Rotfuchs in einem Naturschutzgebiet in Nordrhein-Westfalen

Rotfüchse haben folgende Gangarten, die an den Trittsiegeln in Verbindung mit den Fährten erkennbar sind:
- Trab: Die Abdrücke der Hinterpfoten befinden sich schräg versetzt vor denen der etwa gleich großen Vorderpfoten, dabei ist die Körperhaltung leicht schräg zur Fortbewegungsrichtung.
- Schneller Trab („Schnüren“): der Fuchs setzt die Pfoten so, dass die linke Hinterpfote in den Abdruck der rechten Vorderpfote tritt und umgekehrt. Damit ergibt sich eine Spur, bei der die Abdrücke wie an einer Schnur mit einem Abstand von etwa 30 cm angeordnet sind.
- Flucht: mit verschiedenen Trittbildern und wechselnden Schrittlängen.

Der einzelne Abdruck mit Hauptballen, vier Zehenballen und Krallen ähnelt dem eines kleinen Hundes und unterscheidet sich in folgender Merkmalskombination:
- der Abdruck vom Fuchs ist länglicher und ovaler, er kann im Winter durch stärkere Behaarung rundlich aussehen,
- die Trittballen der beiden vorderen Zehen sind vorgeschoben, ihre Hinterränder liegen etwa auf einer Linie (oder etwas darüber) mit den Vorderrändern der Außenzehenballen (beim Hund schneidet die Linie meistens),
- der Hauptballen (hinten) ist eher rund, beim Hund eher herzförmig,
- der Zwischenraum zwischen Zehen- und Hauptballen ist relativ groß, da der Hauptballen weiter hinten liegt als beim Hund.

Der Abdruck einer (Haus-)Katze ist im Vergleich etwas kleiner, rundlicher und weist meist keine Krallenabdrücke auf.
Besetzte Fuchsbaue sind an herumliegenden Beuteresten zu erkennen, dem blanken Sandboden und den Fußspuren. Der typische Fuchsgeruch wird in der Literatur oft als „durchdringlicher Raubtiergeruch“ oder ähnlich beschrieben, das Empfinden von Gerüchen ist stark vom Beobachter abhängig. Der Geruch am Bau kann von Harnmarkierungen am Eingang verursacht sein und bedeutet daher nicht zwangsläufig, dass sich gerade ein Fuchs im Bau befindet.

### Stimme
Füchse verfügen über eine Reihe unterschiedlicher Laute:
- Drei- bis fünfsilbiges Bellen (heiserer als Hunde) „wow-wow-wow“ mit Betonung der letzten Silbe ist vor allem von Dezember bis Februar zu hören („Ranzbellen“) und dient vermutlich dem Kontakthalten über größere Distanzen;
- langgezogenes, einsilbiges Schreien oder „Jammern“ („waaah“), oft in der Paarungszeit, kann von beiden Geschlechtern gebracht werden, vermutlich besonders von den Fähen zum Anlocken der Rüden;

- trillerartiger Laut (ähnlich einem Hühnerglucken) oder Winseln (vor allem des untergeordneten Tiers), das sich bis zum Kreischen steigern kann, bei der Begrüßung von Alttieren untereinander;
- Keckern (tonlos „k-k-k-k“) bei aggressiven Auseinandersetzungen, bei Welpen im Spiel und bei Fähen, die einem werbenden Rüden antworten;
- leises, raues Geräusch ähnlich einem Pusten bei der Begrüßung von Jungtieren durch Alttiere;
- Alarmbellen der Alttiere, um die Jungen zu warnen: im Nahbereich ein gedämpftes Husten, bei größerer Distanz Übergang zu scharfem Bellen.

### Urin
Der Fuchs benutzt seinen Urin als Markierungsflüssigkeit zur territorialen Abgrenzung. Es enthält mit Methyl-(3-methylbut-3-enyl)-sulfid und 2-Phenylethylmethylsulfid organische Schwefelverbindungen.

## Verbreitung und Lebensraum

### Verbreitungsgebiet

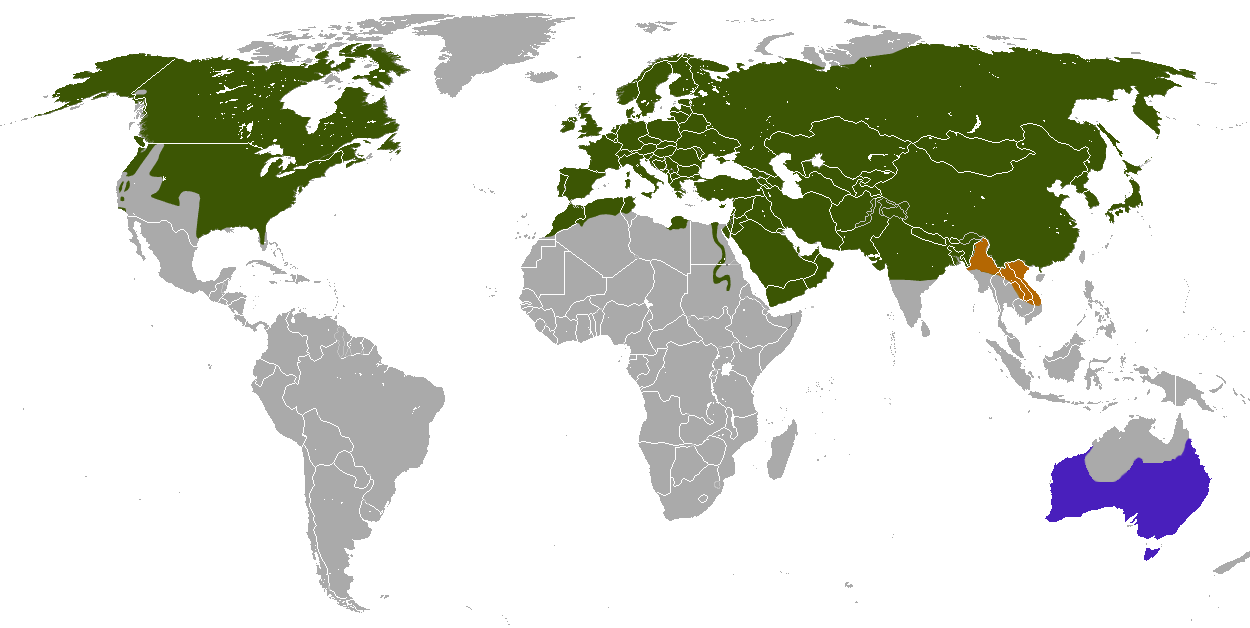
Verbreitungsgebiet des Rotfuchses (grün = heimisch, blau = eingeführt, orange = ungesichertes Vorkommen)

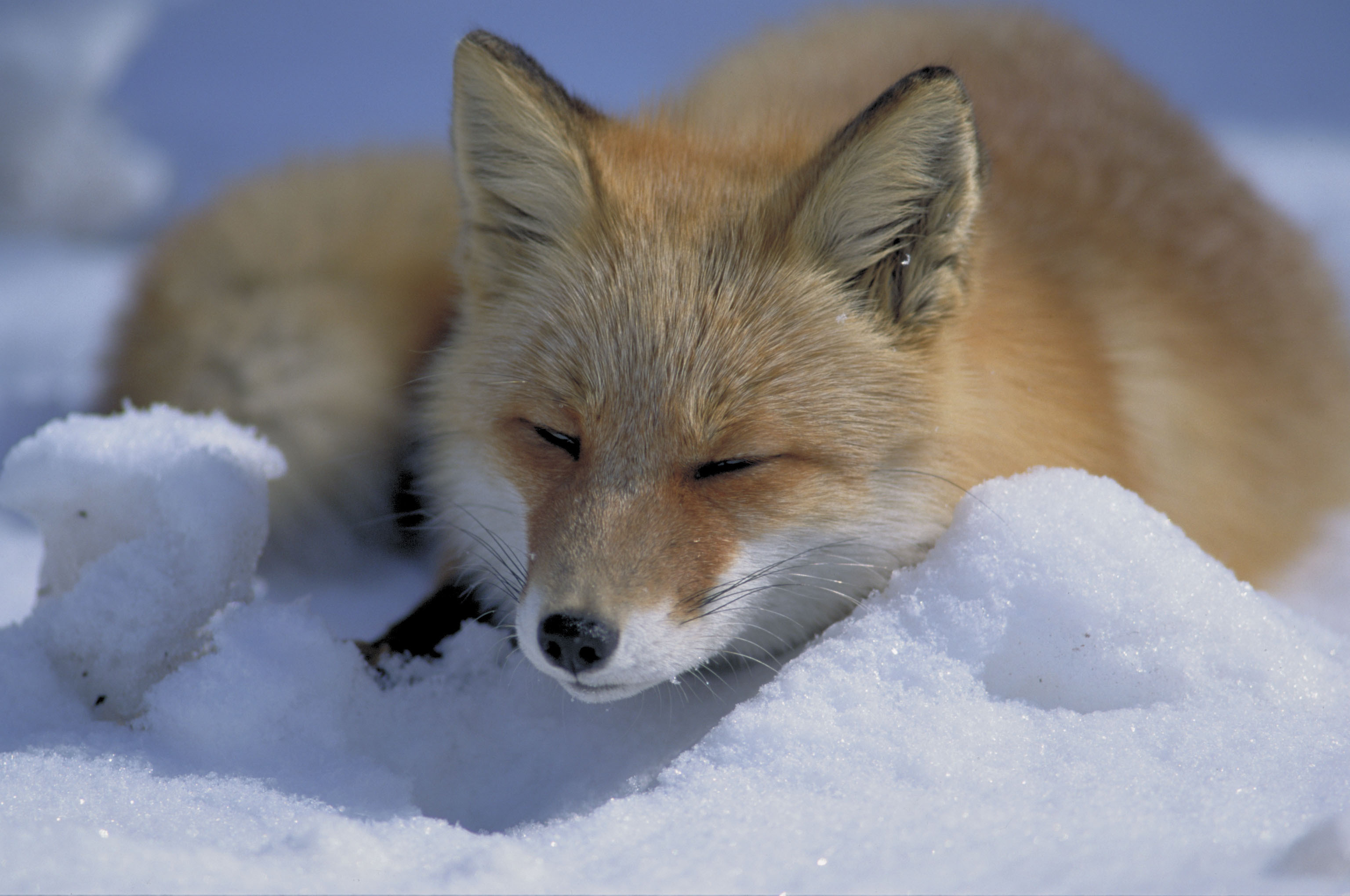
Im Schnee liegender Rotfuchs auf Hokkaidō, Japan

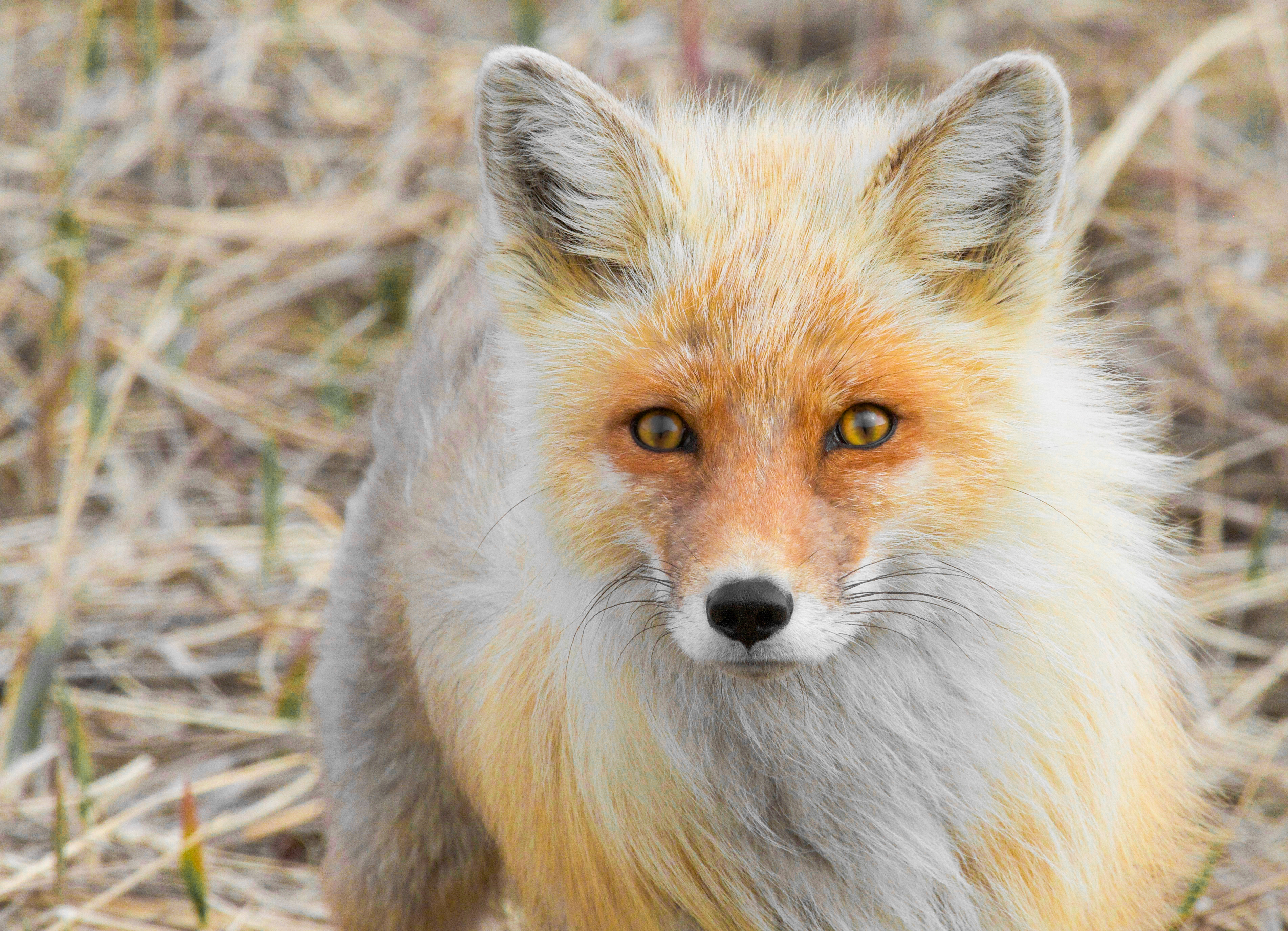
Amerikanischer Rotfuchs in Alaska

Von allen wildlebenden Raubtieren haben Rotfüchse das größte geographische Verbreitungsgebiet: Sie können sowohl nördlich des Polarkreises als auch in fast tropischen Gebieten leben. In Nordamerika kommen sie von den Aleuten bis Neufundland vor – mit Ausnahme von Arizona, Süd-Florida und einem Streifen von Alberta bis Mexiko. Rotfüchse besiedeln Eurasien von Irland bis zum Beringmeer. Mitte des 19. Jahrhunderts wurden Rotfüchse aus England zur traditionellen Fuchsjagd in Australien eingeführt. Die dort heimischen langsamen Beuteltiere waren an die Neubesiedler nicht angepasst und wurden leichte Beute. Seither ist ganz Australien bis auf das Northern Territory und die nördlichen Teile von Queensland von Füchsen besiedelt. 1893 wurden die ersten Kopfgelder ausgesetzt. Neuseeland ist fuchsfrei. In Tasmanien laufen aus Artenschutzgründen Maßnahmen zur Ausrottung der Füchse.
Die Art zählt zu den 100 gefährlichsten Neobiota weltweit.

### Lebensraum, Streifgebietsgröße
Der Nahrungsopportunist Rotfuchs stellt an seinen Lebensraum keine besonderen Anforderungen. Wälder, Grasland, Äcker und in jüngerer Zeit zunehmend auch Siedlungsgebiete sind unterschiedlich geeignete Lebensräume für die Rotfüchse.
Die ersten Stadtfüchse wurden in den 1930er Jahren in Londoner Vororten bekannt. Als Ursache wird ein damals neuer Baustil vermutet, bei dem sich ländlich geprägte Gebiete zu locker bebautem Siedlungsraum mit hohem Grünflächenanteil verwandelten. In vielen nördlichen englischen Städten wurden Stadtfüchse bis in die 1980er Jahre nicht beobachtet. Ab den 1980er Jahren traten vermehrt Berichte von Fuchsbeobachtungen in Großstädten auf dem europäischen Festland auf (z. B. Berlin, Oslo, Paris, Zürich), die zunächst nur als Einzelfälle gewertet wurden. Seit etwa 1990 sind Stadtfuchspopulationen auch aus Australien, Japan und Nordamerika bekannt. Für den Großraum Berlin wurden anhand von 2010 bis 2015 erhobenen Daten zwei genetisch unterschiedliche Populationen nachgewiesen, die sich weitgehend mit den Gebieten des städtischen Ballungsraums und des angrenzenden ländlichen Raums deckten.

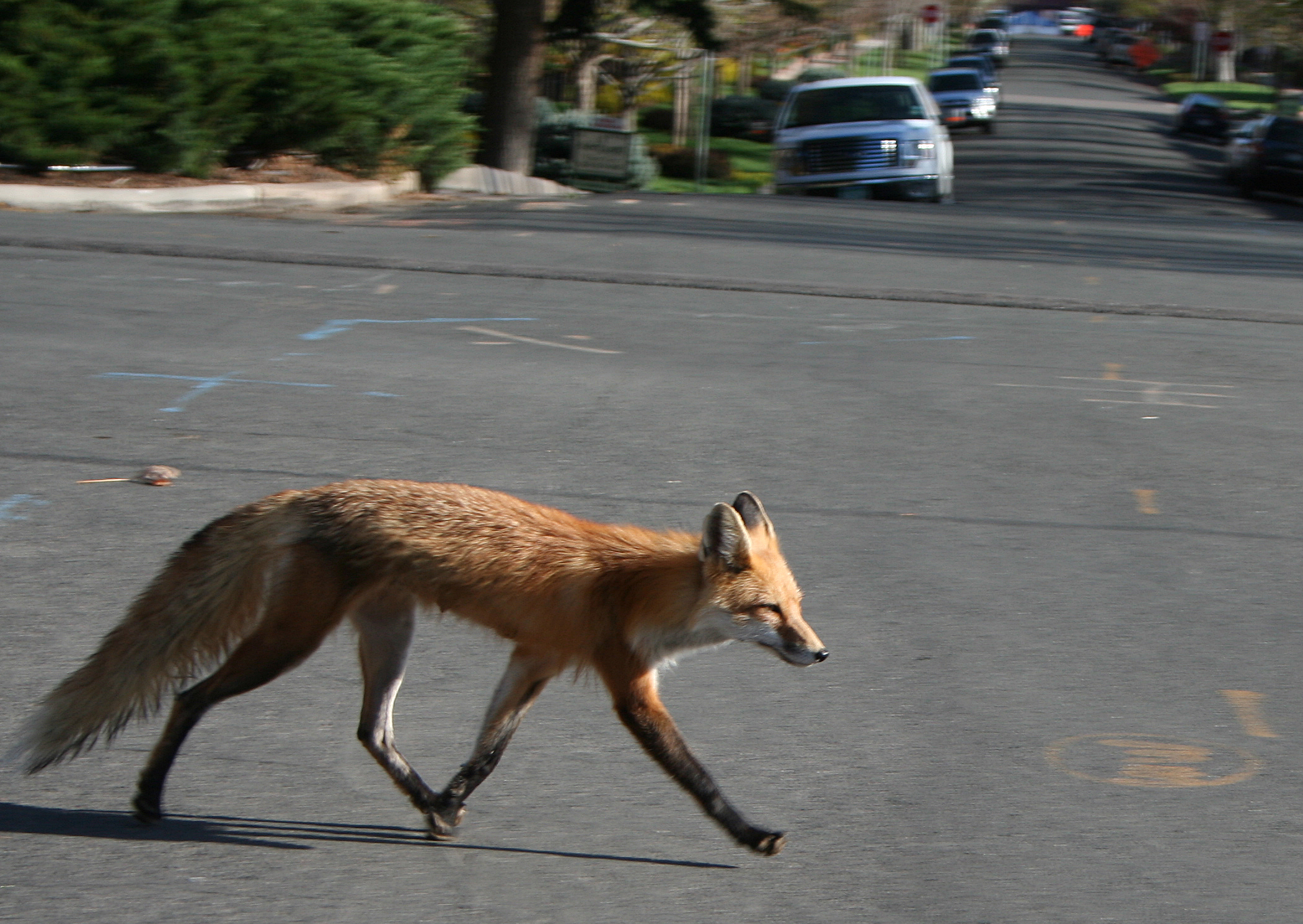
Ein Stadtfuchs in den USA

Die Stadt bietet für Füchse mehrere Angebote:
- Bereiche ohne menschliche Störung (nachts: Friedhöfe, Parks)
- Kleinräumige Strukturen
- Reiches Nahrungsangebot: Komposthaufen, Essensreste, Früchte, Insekten, Mäuse, Ratten, Kaninchen
- Sichere Rückzugsplätze (Schuppen, Holzstapel, Bewuchs entlang von Eisenbahntrassen)
- Großflächige Fuchsjagd ist kaum durchführbar.

In Abhängigkeit von der Ressourcenausstattung der Lebensräume ergeben sich erhebliche Unterschiede in der Raumnutzung und damit auch der Streifgebietsgröße. Während in nahrungsarmen Gebieten Skandinaviens Streifgebiete von bis zu 3000 ha feststellbar waren, blieben Reviere in den Offenlandschaften Europas mit Größen zwischen 200 und 700 ha deutlich kleiner. In städtisch geprägten Habitaten wurden die kleinsten Streifgebiete nachgewiesen. In der Regel besitzen Füchse hier Streifgebiete von unter 50 ha, wobei auch Tiere bekannt wurden, die auf wenigen Hektar lebten. Typische Dichten für Stadtfüchse sind 2 bis 12 ausgewachsene Füchse pro 100 Hektar. In Bristol erreichte die Siedlungsdichte vor einem Räudeausbruch einen Spitzenwert von 37 Füchsen je Quadratkilometer. Aus englischen Städten liegen aktuell hohe Siedlungsdichteangaben vor (z. B. Bournemouth mit 23, London mit 18 und Brighton mit 16 Füchsen pro 100 Hektar). In ländlich geprägten Räumen ist die Siedlungsdichte mit nur 0,2 bis 2,7 Füchse pro 100 Hektar dagegen geringer. Weitere Beispiele für Aktionsraumgrößen und Siedlungsdichten:
- Im Nationalpark Bayerischer Wald mit hohem Waldanteil wurden Streifgebietsgrößen von durchschnittlich 430 ha ermittelt, wobei die Rüden größere Streifgebiete hatten als die Fähen.[23]
- In einem landwirtschaftlich genutzten Untersuchungsgebiet nordöstlich von Berlin betrug die Streifgebietsgröße durchschnittlich 185 ha.[24]
- Eine Studie im Schweizer Jura ermittelte Streifgebietsgrößen von 116 bis 353 ha. In der Zürcher Stadtfuchspopulation wurden Streifgebiete von 29 bis 31 ha ermittelt, wobei die intensiv genutzten Bereiche oft nur wenige Hektar betrugen. Das kleinste Streifgebiet war acht Hektar groß.[25]
- Im Berliner Stadtteil Neukölln wurde die Fuchsdichte auf 1–2 Fuchsfamilien pro Quadratkilometer geschätzt (Bezugsdaten 2007 bis 2009). Als Grund für diese relativ niedrige Dichte wurden u. a. Parasiten wie Räude und Krankheiten wie Staupe angesehen.[26]

Neben der Ressourcenausstattung spielt auch die Dichte eine große Rolle bei der Streifgebietsgröße, wie an der Stadtfuchspopulation in Bristol vor und nach dem Ausbruch der Räude nachgewiesen wurde. Vor Räudeausbruch im Jahr 1990 betrug die Streifgebietsgröße durchschnittlich 29 ha, nach dem Räudeausbruch im Jahr 1999 dagegen durchschnittlich 169 ha.
Untersuchungen englischer Forscher aus dem Jahr 2020 zeigen, dass Rotfüchse in und um London morphologische Veränderungen zeigen. Sie weisen Unterschiede in Schädelmerkmalen wie verkürzte Schnauzen auf. Solche Veränderungen im Rahmen der Domestizierung wurden mehrfach für verschiedene Arten beschrieben, etwa der Entwicklung der Haushunde – den ersten domestizierten Tieren.

## Lebensweise

### Fortpflanzung und Entwicklung

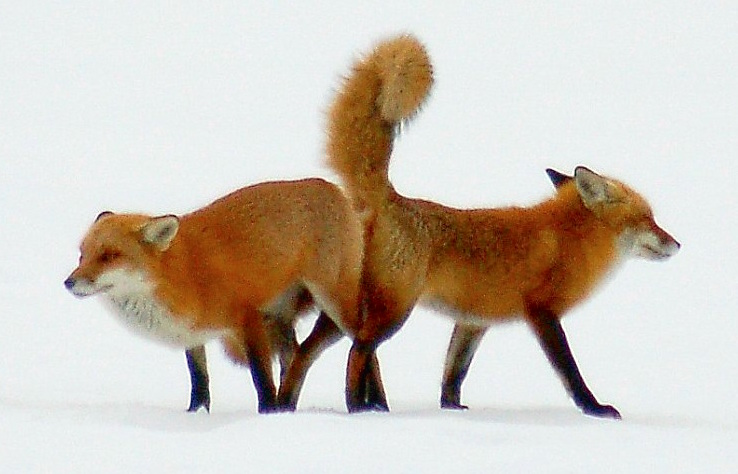
Rotfüchse bei der Paarung, das Bild zeigt das so genannte „Hängen“.

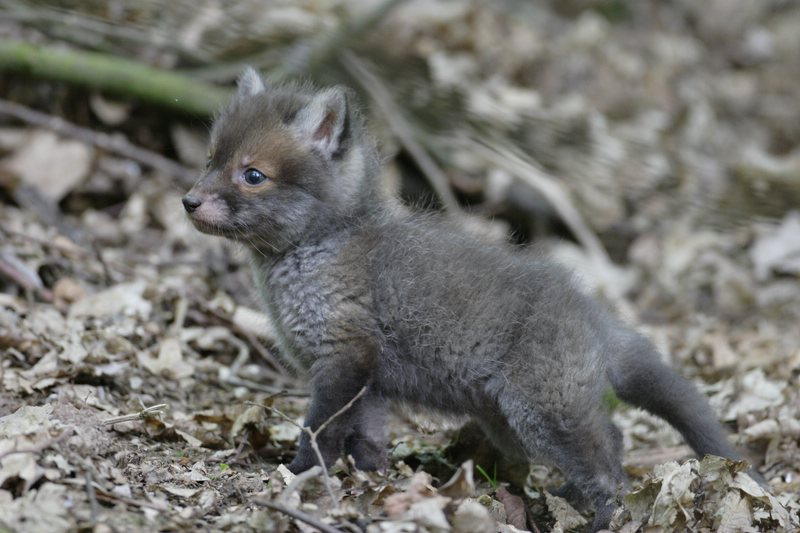
Rotfuchs-Jungtier

Der Rotfuchs wird mit etwa 10 Monaten geschlechtsreif. Füchse paaren sich einmal im Jahr in der Paarungszeit (Ranz). Der Rüde ist von Dezember bis März befruchtungsfähig, die Fähe nur für zwei bis drei Tage im Januar/Februar. In dieser Zeit folgt der dominante Rüde einer Gruppe (siehe Kapitel Sozialstruktur) über einen längeren Zeitraum einer auserwählten Fähe, um ihr Abwehrverhalten genau zu diesem Zeitpunkt überwinden zu können, allerdings unternehmen manche Rüden in dieser Zeit auch Wanderungen in benachbarte Territorien, um sich dort mit Fähen zu paaren.
Wie bei vielen Hundeartigen (z. B. auch beim Wolf) kann die Paarung durch das „Hängen“ abgeschlossen werden (dies ist nicht immer der Fall), wobei der angeschwollene Penis des Männchens noch bis zu einer Stunde in der Vagina des Weibchens gehalten wird. In dieser Zeit bleibt das Paar – in entgegengesetzte Richtungen blickend – fest verbunden. Die Funktion des Hängens wird im Sinne der Vaterschaftssicherung diskutiert.
Bei einer hohen, an der Grenze der Tragfähigkeit des Lebensraums liegenden Populationsdichte und stabilen äußeren Bedingungen (z. B. in Nationalparks) ist die Reproduktionsrate gering. Hohe Mortalität (z. B. durch Seuchenzüge oder Jagd) führt zu einem hohen Anteil von an der Fortpflanzung teilnehmenden Fähen und höherer Jungenzahl pro Wurf.
Füchse und Hunde lassen sich aufgrund verschiedener Chromosomenzahlen (Rotfuchs: 34 bis 38, Haushund: 78 Chromosomen) nicht kreuzen, obwohl beide zur Familie der Hundeartigen gehören.

#### Bauanlage

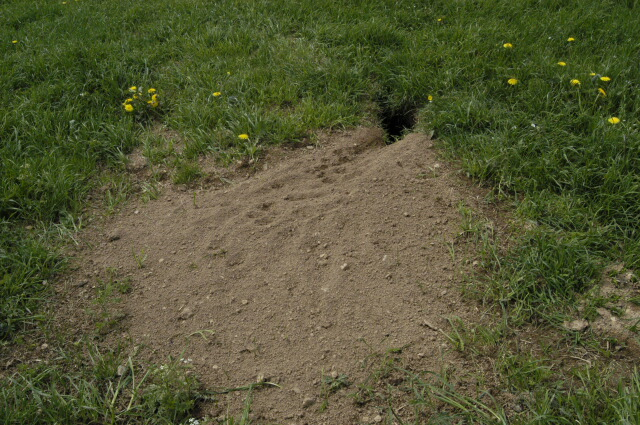
Eingang eines Fuchsbaus

Erdbaue von Füchsen weisen neben der Hauptröhre und dem sog. „Kessel“, dem Hauptraum des Baus, mehrere Fluchtröhren auf. Die beim Graben anfallende Erde wird zwischen den Beinen nach hinten befördert, so dass sich am Eingang ein Erdhaufen bildet. Füchse können auch Baue von Dachsen übernehmen. Wenn der Bau groß genug ist, kommt es vor, dass neben dem Fuchs auch weitere Tierarten die Bauanlage gleichzeitig nutzen (siehe Kapitel Beziehungen zu anderen Arten).
Füchse nehmen auch einfache Behausungen unter Gartenhäusern, Baumstümpfen oder Felsspalten für die Jungenaufzucht an. Bei einer Untersuchung im Berliner Stadtteil Neukölln waren Erdbaue mit 32,1 % vertreten. Den größten Anteil nahmen Gebäude, Schuppen und Garagen mit 34,0 % ein, weitere Baustandorte waren z. B. Sandhaufen, Komposte und Holzstöße.

#### Jungenaufzucht

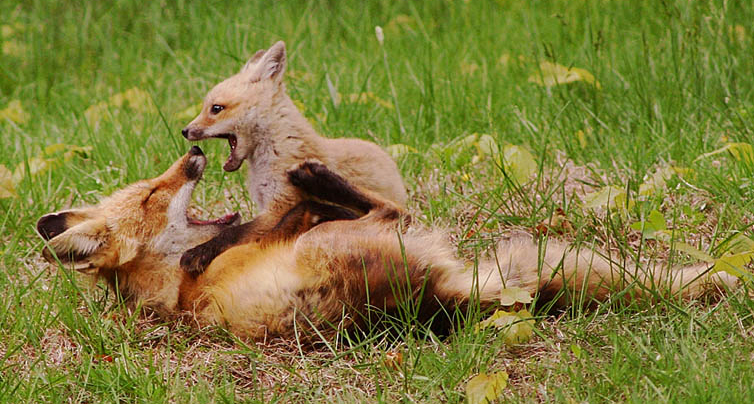
Fähe spielt mit Jungem

Nach einer Tragzeit von etwas über 50 Tagen gebiert die Fähe durchschnittlich vier bis sechs Junge. Die 80 bis 100 Gramm schweren, dunkel und kurz behaarten Fuchswelpen werden mit geschlossenen Augen geboren, die sie im Alter von ca. zwei Wochen öffnen. Mit drei Wochen bekommt der Pelz am Kopf einen braunen Schimmer und der übrige Körper eine fahle Farbe. Die Zähne, v. a. die Eckzähne, brechen durch. Die Jungen beginnen, die Röhren des Baues und schließlich auch den Bereich außerhalb des Baues zu erkunden. Mit Beginn der vierten Woche bringen die Eltern erste feste Nahrung. Für die Welpen beginnt damit die Zeit der Entwöhnung vom Gesäuge.
In den ersten Wochen nach der Geburt verlässt die Fähe selten den Bau. Insbesondere in dieser Zeit versorgt der Rüde die Fähe mit Nahrung. Zwar kann die Fähe die Welpen auch allein aufziehen, die Betreuung durch beide Elterntiere (oder weitere Gruppenmitglieder, siehe im Kapitel Sozialstruktur) erhöht jedoch Überlebenschancen der Welpen. Das teilweise beobachtete Vorherrschen der Aufzucht durch Fähen kann daran liegen, dass bei Treibjagden im Winter mehr Rüden geschossen werden als Fähen, sowie am Auftreten von Polygamie.

#### Lebenserwartung
Füchse können in Gefangenschaft bis zu 14 Jahre alt werden. Die meisten Füchse sterben, bevor sie ein Jahr alt werden; häufig sind 95 % der Tiere einer Population nicht älter als vier Jahre. Vor allem im Herbst und im Winter kann es aufgrund von Wanderung (erhöhte Zahl von Wildunfällen) und saisonal starker Bejagung zu einer erhöhten Mortalität bei Jungfüchsen kommen.
In Bristol betrug das Durchschnittsalter der Population vor einem großen Räude-Ausbruch 18 Monate, in London während einer Zeit starker Bejagung 14 Monate. In ländlichen Regionen Englands waren bis zu 80 % der getöteten Tiere jünger als ein Jahr. Von 1.169 in Berlin von 2007 bis 2009 tot aufgefundenen oder geschossenen Füchsen waren 51 % einjährig, das durchschnittliche Lebensalter betrug 18 Monate und der älteste Fuchs war elf Jahre alt. Die bisher jüngste Population wurde in Iowa dokumentiert, als sieben Jahre lang doppelte Prämien für Fuchsfelle gezahlt wurden: 84 Prozent der erlegten Füchse waren jünger als ein Jahr.
Soziale Stellung und Alter hängen zusammen: Dominante Stadtfüchse in Bristol waren mit durchschnittlich 4,5 Jahren älter als rangniedrige Tiere mit durchschnittlich 2,1 Jahren.

### Sozialstruktur
Füchse galten bis in die 1970er Jahre als Einzelgänger, die in Territorien leben und diese gegen Artgenossen verteidigen. Ende der 1970er Jahre zeigten englische Studien bei Oxford, dass Füchse dort in Familiengruppen lebten und ein ausgeprägtes Sozialleben zeigten. Ähnliches ist inzwischen aus weiteren Gebieten bekannt geworden.
Füchse leben in Familiengruppen und führen ein komplexes Sozialleben, dessen Details bisher nicht vollständig geklärt sind. Grundlage jeder Gruppe ist ein Rüde und eine Fähe. Wo die Mortalität gering ist, kann das Paar lebenslang zusammenbleiben, wo die Mortalität hoch ist, findet häufigerer Wechsel statt. Neben dem reproduzierenden Paar können eine oder mehrere rangniedrige Individuen zur Gruppe gehören. In Jahren mit günstigem Nahrungsangebot können auch die rangniedrigen Fähen Junge bekommen. Rangniedrige Individuen sind oft Nachkommen des Paares aus dem Vorjahr, die nicht abgewandert sind, oder ehemalige ranghohe Individuen. Sie helfen der reproduzierenden Fähe bei der Jungenaufzucht.
Bei genetischen Untersuchungen an Stadtfüchsen in Bristol wurden pro Gruppe ein bis drei Würfe nachgewiesen. Rüden wie Fähen paarten sich innerhalb einer Gruppe auch mit mehr als einem Partner mit der Folge, dass ein Wurf verschiedene Väter haben konnte. Innerhalb einer Gruppe paarten sich dominante Fähen nicht mit rangniedrigen Rüden, während dominante Rüden sich mit rangniedrigen Fähen paarten. Dominante und rangniedrige Fähen trugen auch Welpen von dominanten und rangniedrigen Rüden von anderen Gruppen. Bei geringer Siedlungsdichte wurden keine Würfe mit mehreren Vätern nachgewiesen, und die Zahl der Würfe, deren Vater aus einer anderen Gruppe stammte, nahm ab.
Die Anzahl der rangniedrigen Gruppenmitglieder ist variabel (bis 10 Individuen bei Stadtfüchsen in Bristol), einige Gruppen bestehen nur aus dem reproduzierenden Paar. Gruppen, die neben dem Paar auch noch rangniedrige Mitglieder enthalten, bilden sich bei stabilen Umweltbedingungen (z. B. geringe Mortalität) und hohem Nahrungsangebot. Beides ist oft bei Stadtfüchsen der Fall. Das Geschlechterverhältnis war bei Stadtfuchsgruppen in Bristol bei hoher Siedlungsdichte ausgeglichen, bei geringer Siedlungsdichte zugunsten der Fähen verschoben.
Neben Familiengruppen können einzelne Rüden auch ohne festen Aktionsraum umherziehen und dabei weite Strecken zurücklegen oder Teile des Aktionsraumes einer Familiengruppe teilen, aber Kontakt mit den Gruppenmitgliedern vermeiden.
Die Fuchsgruppen nutzen einen gemeinsamen Raum, der meist als gegenüber fremden Gruppenmitgliedern verteidigtes Territorium interpretiert wird. Große Aktionsräume (siehe Kapitel Streifgebietsgröße) lassen sich jedoch nicht mit derselben Intensität gegen andere Füchse verteidigen wie kleine. Insgesamt nimmt mit zunehmendem Aktionsraum die Überlappung der Aktionsräume zu.
Neben Studien aus englischen Städten sind Familiengruppen auch aus ländlichen Gebieten wie dem Schweizer Jura beschrieben. Eine Untersuchung im Bereich des Feldberges in Baden-Württemberg ergab andererseits trotz stabiler äußerer Bedingungen keine Hinweise auf das Vorhandensein von sozialen Gruppen, von gegenseitigem Meideverhalten oder von Territorialität: Die sieben erwachsenen, gleichzeitig telemetrierten Füchse verhielten sich ortstreu, die Streifgebiete überlappten sich. Das Ausmaß der Überlappung variierte von geringfügigen Überschneidungen bis zu fast identischen Streifgebieten. Fälle von häufigeren Begegnungen konnten mit der gemeinsamen Nutzung bestimmter Bereiche erklärt werden. Die Interpretation der Raumnutzung bei anderen Untersuchungen als Territorialverhalten wird vor dem Hintergrund diskutiert, dass dort Territorialität angenommen wurde, wenn die Überlappung von Streifgebieten gering war (bzw. dass diejenigen Füchse, deren Streifgebiete weite Überlappungen aufweisen, als Gruppe ein Territorium besetzen). Dabei sei aber zu beachten, dass Füchse bei der Wahl ihrer Wohngebiete auch von der Verteilung wichtiger Ressourcen wie Nahrungsquellen beeinflusst werden. Die Verteilung der Streifgebiete spiegele dann die Gegebenheiten des Lebensraumes wider. Hieraus folge zwangsläufig weder, dass Tiere, deren Streifgebiete sich in bestimmten Bereichen eines Gebietes konzentrieren, ein gemeinsames Territorium verteidigen, noch dass sich diese Individuen zu sozialen Gruppen zusammenschließen. Teilweise beobachtete aggressive Verhaltensweisen zwischen Füchsen könnten auch auf deren unmittelbare Nähe und/oder auf Rangordnungsauseinandersetzungen zurückzuführen sein und müssten nicht notwendigerweise ein Zeichen von Territorialität sein.
Während der Nahrungssuche sind Füchse meist als Einzelgänger unterwegs. Untersuchungen bei Stadtfüchsen in Bristol ergaben innerhalb von Familiengruppen häufig kurze Kontakte, längere Kontakte wurden zum Spielen oder zur gegenseitigen Fellpflege genutzt. Ein Fuchs traf sich mit jedem anderen Familiengruppenmitglied durchschnittlich eineinhalb bis zwei Mal in 24 Stunden, im Winter erhöhte sich die Trefferrate auf bis zu drei Mal pro Nacht. Die meisten dieser Treffen verliefen freundschaftlich. Bei einer Untersuchung im Nationalpark Bayerischer Wald wurden dagegen nur wenige Kontakte festgestellt. Die beobachteten Füchse mieden auch auf den besten Nahrungsstandorten offensichtlich den Kontakt zueinander. Gleichzeitige Nutzung wurde selten und nur im Herbst bei Auftreten kurzzeitig geklumpter Nahrungsvorkommen wie Fallobst beobachtet.
Nach Untersuchungen an Stadtfüchsen in Bristol wandern mehr Rüden als Fähen vom elterlichen Territorium ab. Auch erwachsene Individuen können abwandern. Ob ein Individuum abwandert oder nicht, hängt von mehreren Faktoren ab. Je größer die Gruppe und je größer der Wurf, aus dem das Individuum stammt und je geringer der soziale Status (ausgedrückt z. B. über die Anzahl positiver Sozialkontakte wie gegenseitige Fellpflege), desto höher ist die Wahrscheinlichkeit, dass ein Individuum abwandert. Die Verwandtschaft zum dominanten Rüden hatte bei Bristoler Stadtfüchsen keinen Einfluss, wohl aber die zur dominanten Fähe: Rüden mit dominanten Müttern wanderten häufiger ab als Rüden mit rangniedrigen Müttern, während abwandernde Fähen häufiger rangniedrige Mütter hatten.

### Nahrung

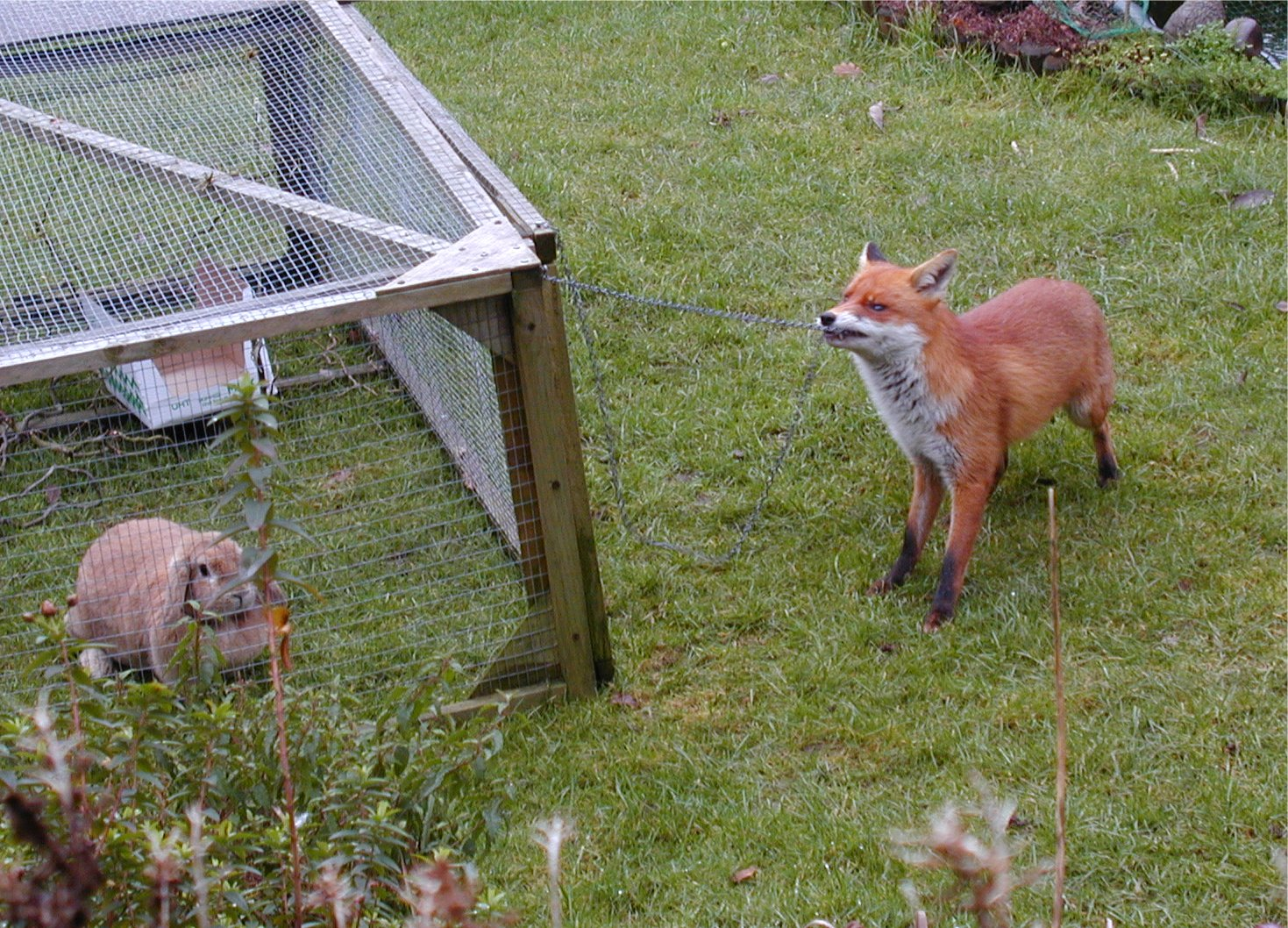
Fuchs auf „Kaninchenjagd“

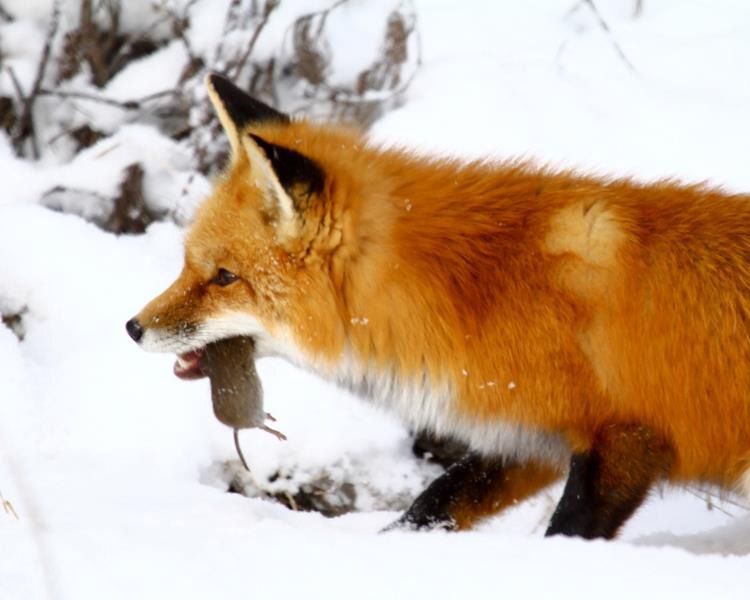
Fuchs mit gefangener Maus

Der Rotfuchs ist ein anspruchsloser Allesfresser. Er stellt seine Ernährung bei Bestandsschwankungen der Beutetiere kurzfristig um und nimmt generell mit dem vorlieb, was leicht zu erbeuten ist und einen hohen Energiegehalt bietet (opportunistische Ernährung). Die Nahrungszusammensetzung ist somit lokal und saisonal unterschiedlich. Wichtige Beutetiere sind Feldmäuse und zumindest regional (etwa in der Camargue oder in einigen Regionen Englands) Kaninchen. Regenwürmer werden insbesondere auf frischen Grünlandböden erbeutet. Aufgrund ihres Fett- und Proteingehaltes stellen sie eine energiereiche Nahrung dar. Bei Feldhase und Reh ist der Fuchs im Regelfall nicht in der Lage, gesunde Alttiere zu ergreifen, kann aber Jungtiere oder geschwächte Alttiere erbeuten. Haushühner, Hausgänse und Hausenten werden vor allem in der Jungenaufzuchtszeit erbeutet, da die Fuchsfamilie in dieser Zeit einen hohen Nahrungsbedarf hat.
Früchte spielen im Sommer eine wichtige Rolle, wobei süße Sorten wie Kirschen, Zwetschgen und Mirabellen bevorzugt werden. An der Westküste Mittelitaliens bilden Wacholderbeeren das ganze Jahr über die Hauptnahrung der dort lebenden Füchse. Füchse können neben anderen Säugetieren für die Verbreitung von Pflanzenfrüchten von Bedeutung sein. In Spanien sind Füchse für die Verbreitung der Früchte des Ziziphus lotus, eines Kreuzdorngewächses, maßgeblich.
Auch Aas kann eine wichtige Rolle in der Ernährung von Füchsen spielen.
Bei Stadtfüchsen machen natürliche Futterquellen wie Nager nur einen geringen Anteil aus, stattdessen dominieren kultivierte Früchte, Küchenabfälle (inklusive Kompost und Fleischresten) sowie für Katzen oder Vögel angebotenes Futter.
Füchse können auch Futter verstecken. Hierzu wird in lockerem Boden ein etwa 10 cm tiefes Loch gegraben, die Nahrung hineingelegt und anschließend das Loch mit Erde und Laub wieder der Umgebung angeglichen. Das Versteck wird später mit dem Geruchssinn wiedergefunden.

### Beziehungen zu anderen Arten
Obwohl Wölfe selten Füchse fressen und meist auch nicht jagen, töten sie sie bei jeder sich bietenden Gelegenheit. So meiden Füchse die Aufenthaltsbereiche von Wölfen in Italien. In Alaska sind auch friedlichere Beziehungen zum Wolf bekannt geworden: Dort gab es keine Anzeichen darauf, dass Wölfe Füchse behelligen. Die Füchse nutzten die von den Wölfen übriggelassenen Beutereste, während Wölfe Fuchsbaue für die Jungenaufzucht vergrößerten. Allerdings warnen Füchse, sobald sich Wölfe in der Nähe von Bauen mit Welpen zeigen.
Luchse können Füchse erbeuten. Untersuchungen aus Schweden und Spanien geben Hinweise, dass (zumindest hohe) Luchsbestände möglicherweise den Fuchsbestand limitieren können.
Rotfüchse sind in der Lage, ausgewachsene Rehe zu töten, wenn hohe Schneelagen Rehe in ihrer Fortbewegung behindern. Sie schlagen jedoch gewöhnlich nur Jungtiere, die nicht älter als zwei Monate sind. Untersuchungen in verschiedenen Ländern und zu verschiedenen Zeitpunkten haben den Einfluss des Rotfuchses auf die Rehpopulation belegt: Für das Berner Mittelland wird geschätzt, dass ein Fuchs in den Monaten von Mai bis Juli durchschnittlich elf Kitze schlägt. In Skandinavien, wo in den späten 1970er und den 1980er Jahren Räude zu einem drastischen Rückgang der Rotfuchspopulation führte, stieg die durchschnittliche Zahl der Kitze, die eine Ricke im Herbst führt, um 30 Prozent. Der durchschnittliche Rehbestand nahm um 64 Prozent zu. Auf der norwegischen Insel Jöa töteten Rotfüchse fast die Hälfte der Kitze in ihren ersten Monaten. Auf der unweit von Jöa liegenden Insel Storfosna, wo keine Füchse vorkommen, starben dagegen 18 Prozent der Neugeborenen. Auf Jöa fielen außerdem deutlich mehr Kitze, die in Wiesen Deckung suchten, dem Fuchs zum Opfer. Es wird für möglich gehalten, dass Rotfüchse aus dem Verhalten der Ricken schließen können, wo die Kitze Deckung gesucht haben.
Dachs und Fuchs können zusammen in einem Bau ihre Jungen erfolgreich aufziehen. Teilweise kann es aber auch dazu kommen, dass die Jungtiere der jeweils anderen Art getötet werden. Werden die Jungfüchse älter und lebhafter, fühlen sich die meisten Dachse offenbar gestört und verlassen den Bau. Dies hat nichts mit dem Eigengeruch der Füchse zu tun. Bei Untersuchungen an einer Futterstelle und an von Dachsen (aber nicht gleichzeitig von Füchsen) bewohnten Bauen waren die meisten Begegnungen zwischen Dachs und Fuchs nicht aggressiv. Bei aggressiven Begegnungen dominierte der Dachs mit kurzen Angriffen auf den Fuchs ohne Körperkontakt. Bei den Futterstellen vertrieben die Dachse die Füchse häufiger als an den Bauen. Ansonsten ignorierten sich beide Arten. Hinweise deuten darauf hin, dass Füchse manchmal die Gesellschaft von Dachsen suchen, was möglicherweise mit der Erwartung von Nahrung zusammenhängt.
Auch mit weiteren Arten wie Iltis, Wildkaninchen oder Brandgans ist eine gemeinsame Baunutzung möglich. Der Fuchs hält dann in der näheren Umgebung seines Baues einen „Burgfrieden“, d. h., er lässt potenzielle Beutetiere dort unbehelligt.
Baum- und Steinmarder meiden Rotfüchse. Füchse können beide Arten erbeuten. Baummarder können jedoch auch Jungfüchse erbeuten. Nach Ausbruch der Räude in den 1980er Jahren in Schweden sank der Fuchsbestand, während gleichzeitig der des Baummarders stieg. Es wird vermutet, dass der Fuchs über Prädation den Baummarderbestand beeinflussen kann. Ein negativer Einfluss auf Baummarder durch Prädation wird auch für Norwegen vermutet, umgekehrt gab es bei einer Untersuchung in Finnland keine Hinweise auf einen bestandsbeeinflussenden Effekt des Fuchses auf den Baummarder.
Bei Untersuchungen in Mecklenburg-Vorpommern konnten bei günstiger Ressourcenausstattung aufgrund unterschiedlicher Habitatnutzung keine negativen Einflüsse von Marderhund und Waschbär auf den Fuchsbestand festgestellt werden.

Fuchs im Mäusesprung

In der Stadt begegnen sich Füchse und Hauskatzen häufig, beachten sich in den meisten Fällen aber kaum. Bei Konflikten flieht meist der Fuchs. Nur in seltenen Fällen kommt es zum Kampf, und nur in außergewöhnlichen Situationen versuchen Füchse meist wenige Wochen alte Jungkatzen oder durch Krankheit oder Unfall geschwächte Katzen zu erbeuten. Beobachtet wurden auch gemeinsames Spielen und gemeinsames Zusammensitzen ebenso wie gegenseitige Vertreibungen. Das Jagdverhalten des Fuchses ist ähnlich dem einer Katze, was sich im langsamen Anschleichen und dem Mäusesprung zeigt. Außerdem klettern Füchse besser als andere Hundeartige. Füchse und Katzen gehören zoologisch zwar verschiedenen Familien an, haben aber aufgrund der gemeinsamen Spezialisierung auf kleine Nagetiere als Beutetiere im Laufe der Evolution eine konvergente Entwicklung durchlaufen.
Für Steinadler und Seeadler gehört der Rotfuchs nicht zu den Hauptbeutetieren, beide Arten können jedoch auch ausgewachsene Füchse schlagen. Uhus können Jungfüchse erbeuten, Altfüchse gehören dagegen nicht mehr zum Nahrungsspektrum.

### Parasiten und Krankheiten

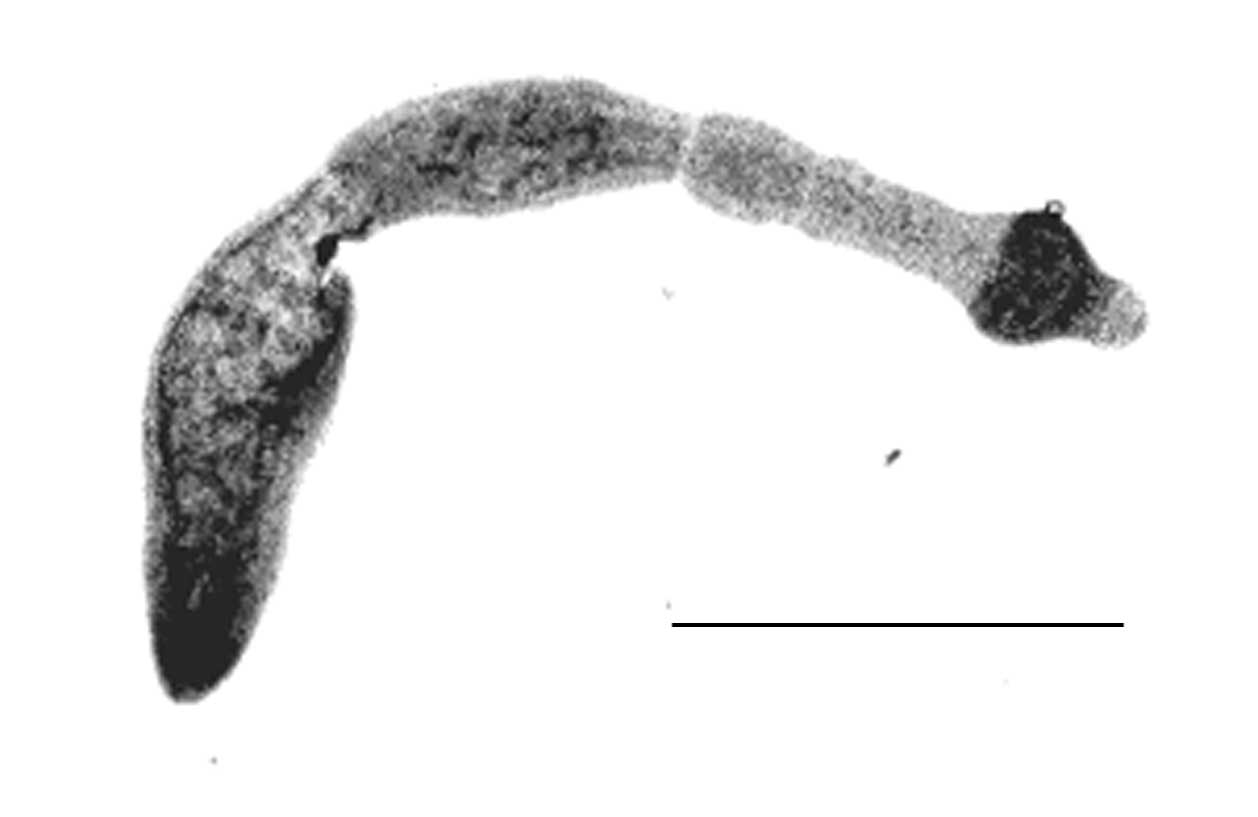
Ausgewachsener Fuchsbandwurm, 1,5 mm lang

In europäischen Füchsen wurden 55 Wurmarten mit regional unterschiedlichen Schwerpunkten nachgewiesen. Weit verbreitet ist ein Befall mit Bandwürmern, insbesondere mit dem Fuchsbandwurm.
Daneben treten Fadenwürmer auf, insbesondere Trichinen, für die der Fuchs ein Reservoirwirt ist. Nach neueren Untersuchungen sind in Deutschland ca. 20 % der Füchse Träger von Trichinella spiralis, welche sie auf Wildschweine und seltener auch auf Hausschweine übertragen. Beim Verzehr gehen die Trichinen auf den Menschen über, wo sie die meldepflichtige Trichinellose hervorrufen. Obwohl aufgrund der gesetzlichen Trichinenuntersuchung in Deutschland die Anzahl der Trichinenerkrankungen bei Menschen (von 2016 bis 2019 nur 10 gemeldete Fälle) sowie die Trichinennachweise bei Schweinen stark zurückgegangenen sind (von 2000 bis 2009 nur 92 positiv getestete Wildschweine von 3,4 Millionen untersuchten und 4 Hausschweine von 453 Millionen) gilt die Trichinenbeschau aufgrund des Erregerreservoirs in der Fuchspopulation nach wie vor als unverzichtbar.
Des Weiteren treten Ektoparasiten auf, darunter Flöhe (vor allem der Hundefloh), Zecken (vor allem die Fuchszecke) und Milben. Letztere können die Räude hervorrufen. Zu den Virusinfektionen zählen die Fuchsencephalitis, Staupe und Tollwut, zu den bakteriellen Infektionen beispielsweise die Leptospirose.
In einer Berliner Population stellten neben dem Straßenverkehrstod die Staupe und die Räude (früher auch die Tollwut) wesentliche Verlustursachen dar und wirkten bestandslimitierend. In Bristol reduzierte ein Räudeausbruch die dortige Fuchspopulation um 95 % innerhalb von zwei Jahren.

## Systematik
Die wissenschaftliche Erstbeschreibung des Rotfuchses stammt aus der zehnten Auflage der Systema Naturae von Carl von Linné aus dem Jahr 1758.
Der Rotfuchs gehört zur Gattung Vulpes. In einer aktuellen Systematik der Hunde, die auf molekulargenetischen Untersuchungen gründete, wurde die Gattung Vulpes als Schwestertaxon dem Marderhund (Nyctereutes procyonoides) gegenübergestellt. Verglichen wurden dabei 15 Kilobasen an Exon- und Intron-Sequenzen. Als Schwesterart dieser beiden Gattungen wurde der Löffelhund (Otocyon megalotis) identifiziert. Gemeinsam wurden diese drei Gattungen als Rotfuchs-Klade zusammengefasst. Diese entspricht Teilen der ursprünglich als Echte Füchse (Vulpini) zusammengefassten Gruppe, bei der jedoch der Marderhund nicht enthalten war und die zusätzlich die Graufüchse (Urocyon) enthielt, die nun als basale Schwestergruppe aller Hunde betrachtet werden.
Zur Gliederung der Gattung Vulpes siehe die Grafik rechts. Neben der Nominatform Vulpes vulpes vulpes werden zahlreiche weitere Unterarten unterschieden:
- Vulpes vulpes vulpes, Nordeuropa (Skandinavien)
- Vulpes vulpes abietorum, Südwest-Kanada (Alberta und British Columbia)
- Vulpes vulpes niloticus, Ägypten, Sudan
- Vulpes vulpes alascensis, Alaska und Nordwest-Kanada (Nordwest-Territorien und Yukon)
- Vulpes vulpes alphaerakyi, Kasachstan
- Vulpes vulpes anatolica, Türkei
- Vulpes vulpes arabica, Arabische Halbinsel
- Vulpes vulpes atlantica, Algerien (Atlasgebirge)
- Vulpes vulpes bangsi, Nordost-Kanada (Labrador-Halbinsel)
- Vulpes vulpes barbara, Nordwestafrika (Barbarenküste)
- Vulpes vulpes beringiana, Nordost-Sibirien
- Vulpes vulpes cascadensis, nordwestliche USA (Kaskadengebirge, Oregon und Washington)
- Vulpes vulpes caucasica, Kaukasus
- Vulpes vulpes crucigera, Europa bis Nord- und Zentralrussland
- Vulpes vulpes daurica, Sibirien, Amurregion
- Vulpes vulpes deletrix, Neufundland
- Vulpes vulpes dolichocrania, Ussuriregion
- Vulpes vulpes flavescens, nördlicher Iran
- Vulpes vulpes fulvus, Osten der USA
- Vulpes vulpes griffithi, Afghanistan und nördliches Pakistan
- Vulpes vulpes harrimani, Alaska
- Vulpes vulpes hoole, südliches China (Fujian und Sichuan)
- Vulpes vulpes ichnusae, Korsika und Sardinien
- Vulpes vulpes induta, Zypern
- Vulpes vulpes jakutensis, Sibirien (südlich von Jakutsk)
- Vulpes vulpes japonica, Japan
- Vulpes vulpes karagan, Mongolei, Kasachstan und Kirgisistan
- Vulpes vulpes kenaiensis, Kenai-Halbinsel
- Vulpes vulpes kurdistanica, nordöstliche Türkei und Armenien
- Vulpes vulpes macroura, USA (Mountain States)
- Vulpes vulpes montana, Himalaya
- Vulpes vulpes necator, Kalifornien und Nevada
- Vulpes vulpes ochroxantha, Siebenstromland
- Vulpes vulpes palaestina, Jordanien und Libanon
- Vulpes vulpes peculiosa, Korea
- Vulpes vulpes pusilla, Nordwestindien bis Irak
- Vulpes vulpes regalis, nördliche Great Plains
- Vulpes vulpes rubricosa, Osten Kanadas
- Vulpes vulpes schrenckii, Hokkaido und Sachalin
- Vulpes vulpes silacea, Iberische Halbinsel
- Vulpes vulpes splendidissima, Kurilen
- Vulpes vulpes stepensis, Steppen im Süden von Russland
- Vulpes vulpes tobolica, Sibirien, unteres Einzugsgebiet des Ob
- Vulpes vulpes tschiliensis, Nordostchina

## Nutzung, Bejagung, Artenschutz

### Nutzung des Rotfuchses

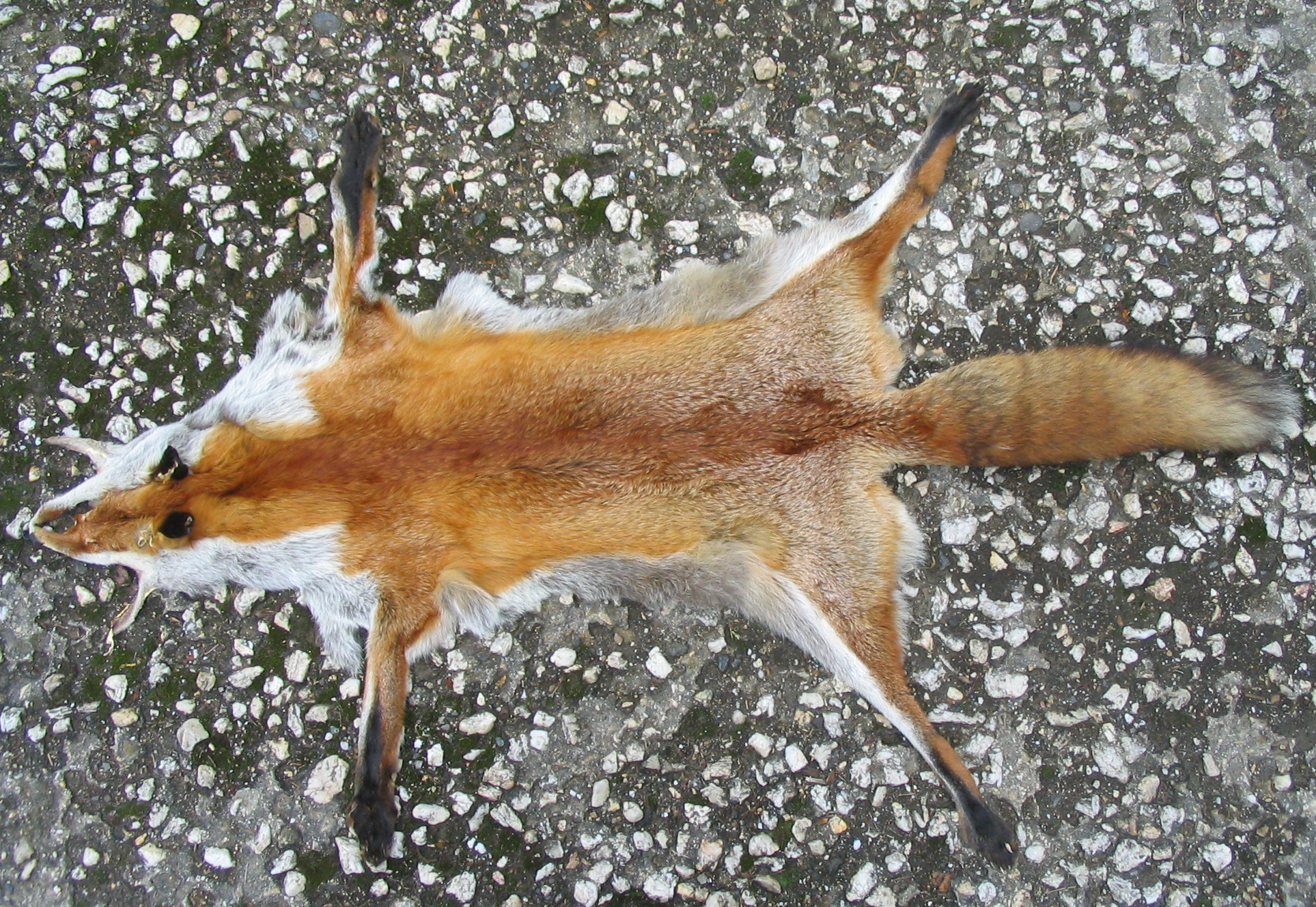
Fell eines europäischen Rotfuchses

Archäologen haben auf der Orkneyinsel vor der Nordküste Schottlands Hinweise auf die Zucht von Füchsen in der späten Eisenzeit entdeckt. Nach dem Überfall der Wikinger auf Schottland um 800 soll die Zucht eingestellt worden sein.
Rotfuchsfelle werden noch für Bekleidungszwecke genutzt, wobei die Nachfrage stark von der jeweiligen Mode und der Akzeptanz von Pelzen abhängt. In Pelztierfarmen werden vor allem seltene Farbschläge wie Silberfüchse und Kreuzfüchse gezüchtet.
Der Fuchs lieferte früher verschiedene Arzneimittel, aber auch Amulette. Verwendet wurden gemäß Alexander Tschirch Fett, Mark und Blut, die Zunge wurde als Tragzauber gegen Blindheit und andere Augenleiden empfohlen. Fuchsleber wurde in der Volksmedizin als Brechmittel eingesetzt. Bis in das Mittelalter wurde sie auch als Tuberkulosemittel verwendet.
Nach § 13a LMEV ist die Einfuhr von Fuchsfleisch aus Drittländern in die Bundesrepublik verboten.

### Bejagung

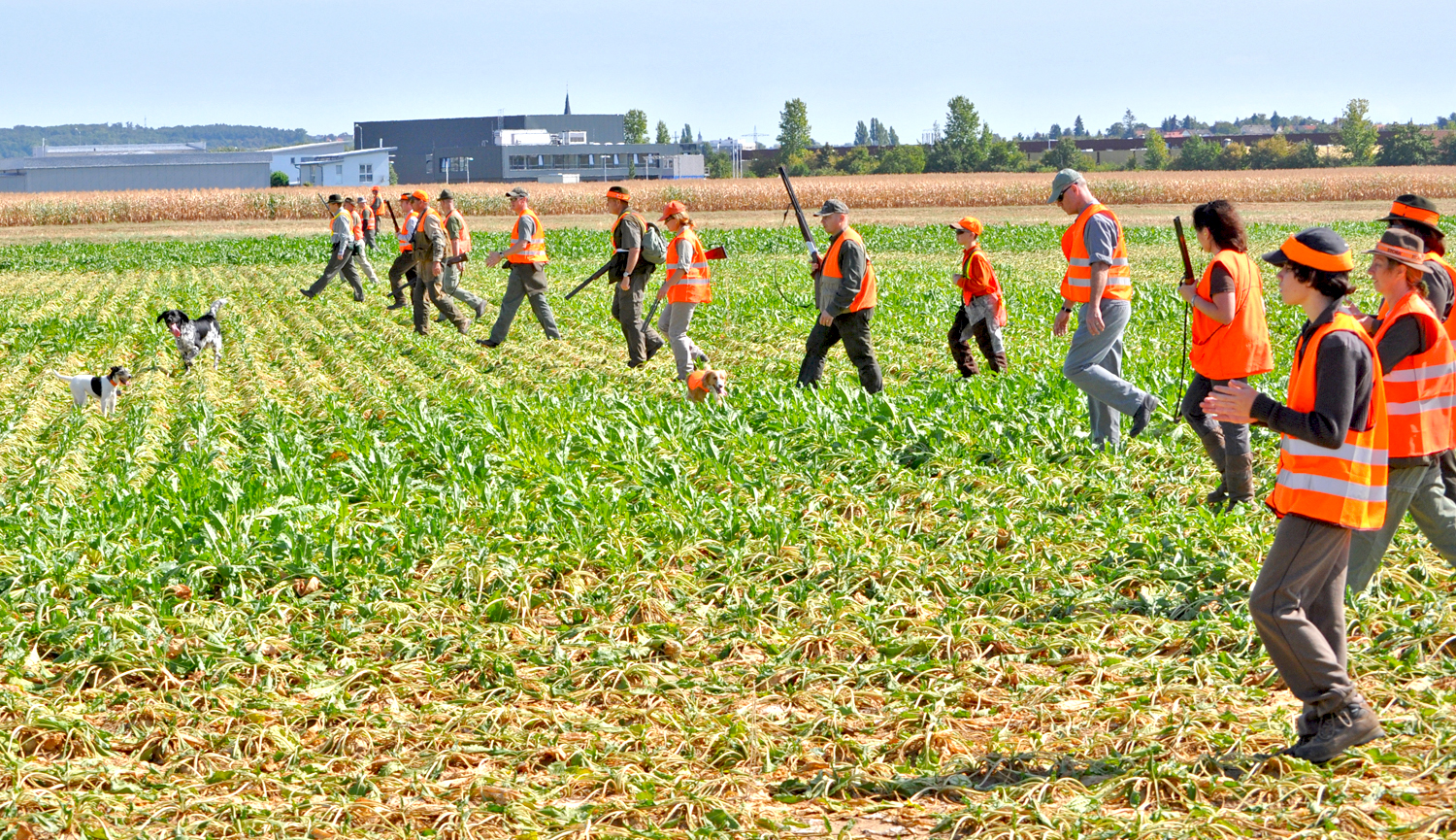
Front aus Schützen, Treibern und Hunden während einer Streifjagd auf Rotfüchse

Die Fuchsjagd wird in vielen Staaten legal betrieben.
In Deutschland werden pro Jahr einige Hunderttausend Rotfüchse erlegt. In der Schweiz werden jährlich einige Zehntausend Abschüsse von Rotfüchsen verzeichnet. Ihre Felle werden in beiden Ländern mehrheitlich nicht weiterverarbeitet und der Entsorgung zugeführt, wobei es einzelne Initiativen gibt, die das ändern wollen.
In der Bundesrepublik wurde Ende der 1960er Jahre zur Tollwut-Bekämpfung eine Baubegasung aller erreichbaren Fuchsbaue durchgeführt, bevor sie aus Tierschutzgründen eingestellt wurde. Die Füchse im Bau sollten dabei getötet werden, es fielen aber auch zahlreiche Dachse der Begasung zum Opfer. Seit der ab 1987 erfolgten Immunisierung der Füchse durch Impfbeköderung gingen die Tollwutfälle erheblich zurück. Seit 2008 gilt die terrestrische Tollwut in Deutschland als offiziell ausgerottet.

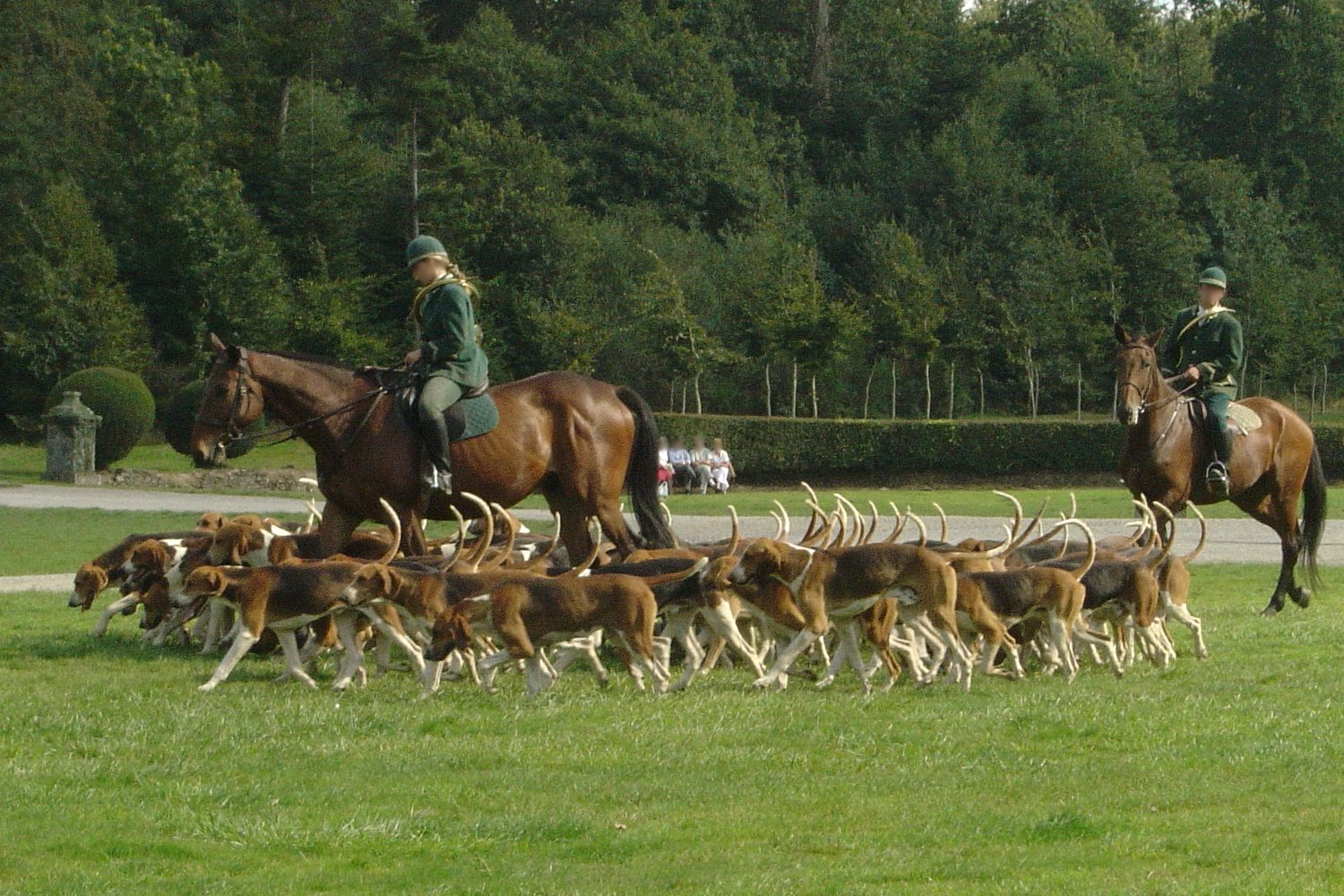
Parforcejagd zu Pferd und mit Hundemeute wie sie in England lange Zeit üblich war

Umstritten ist die Fuchsjagd in Großbritannien, wo vor allem die Art ihrer Durchführung zu Auseinandersetzungen zwischen Tierschützern und Jägern führte. Seit Februar 2005 ist die Parforcejagd zu Pferde mit Hundemeuten in ganz Großbritannien offiziell verboten, was die Diskussion um die Fuchsjagd als solche jedoch nicht beendet hat.
In Luxemburg ist die Fuchsjagd seit 2015 verboten. Nach Aussage der dortigen Umweltministerin gab es keine Zunahme der Fuchspopulation, der Fuchsbandwurm sei auf 20 Prozent zurückgegangen und der Fuchs störe nachgewiesenermaßen auch nicht die Biodiversität des Landes Luxemburg. Das Jagdverbot ist 2020 verlängert worden.

### Artenschutz
Der Rotfuchs wird in der Roten Liste gefährdeter Arten der International Union for Conservation of Nature and Natural Resources (IUCN) aufgrund des großen Verbreitungsgebietes und der hohen Bestände als nicht gefährdet gelistet (Least Concern).
Zur Verhinderung von Vogelschlag an Flughäfen gibt es Überlegungen, Füchse gezielt mit Kunstbauen zu fördern oder dort nicht zu bejagen.
Für die Bestandsabnahmen von Bodenbrütern wie Kiebitz, Uferschnepfe oder Auerhuhn wird seit einigen Jahren neben der Lebensraumverschlechterung als Hauptursache (vor allem durch intensive Landwirtschaft) auch die Prädation durch den Rotfuchs angegeben. Dies führte zur Forderung und Durchführung eines Prädatorenmanagements als Artenschutzstrategie, das bei ganzjähriger und intensiver Bejagung auch die gewünschten Erfolge zeigen kann. Als eine mögliche Ursache für die zeitweise hohe Nachstellung durch den Fuchs werden auch die Bestandszyklen von Wühlmausarten diskutiert.
Teilweise wurde jedoch auch kein stark negativer Einfluss des Fuchses auf Bodenbrüter gefunden. Die Durchführung eines Prädatorenmanagements muss nicht immer zu einer Erhöhung der Überlebensrate der Zielarten führen. Bei geringerer Fuchsdichte können Marderartige den Anteil des Fuchses an der hohen Prädationsrate ersetzen. Die Wirksamkeit vom aktiven (Tötung des Prädators) oder passiven (Veränderungen von Habitatstrukturen) Prädatorenmanagement als Naturschutzmaßnahme ist umstritten und erfordert eine intensive Vorbereitung und Einzelfallbeurteilung.
Vor allem im englischsprachigen Raum wird seit etwa 15 Jahren das Thema Tierethik auch bei Wildtieren verstärkt diskutiert, insbesondere im Themenbereich Bestandskontrolle von (hochentwickelten) Wirbeltieren, auch speziell bei Füchsen, und hat zu lokalen Initiativen für den Rotfuchs geführt.

## Kulturelle Bedeutung

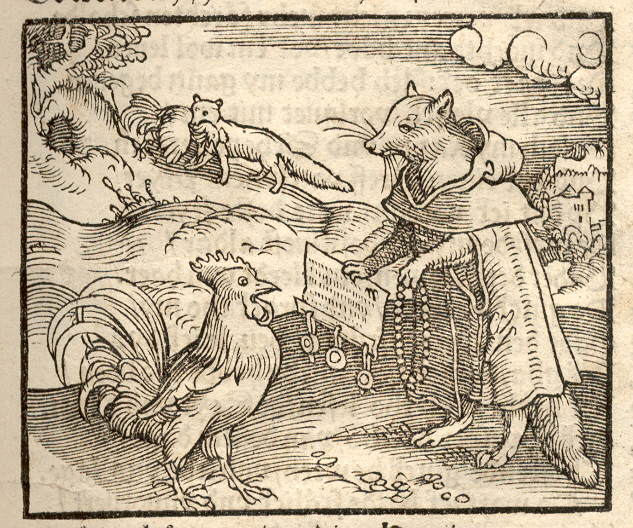
Reyneke Vosz de olde. Holzschnitt von Erhard Altdorfer (1539)

### Religion
In der Bibel wird der Fuchs als Symbol für Wildnis oder auch für verwüstete, daher von ihm bewohnte Landschaften (Klgl 5,18 , Hes 13,4 , Neh 3,35 ) genannt, als Schädling (Hld 2,15 ), aber auch als Symbol für List und Bosheit (Lk 13,32 ). Jesus gebraucht den Fuchs, der immerhin einen Bau hat, als Gegenbild zu seiner eigenen Heimatlosigkeit (Mt 8,20 , Lk 13,32 ). Eine Sonderstellung hat der Fuchs im Buch der Richter (Ri 15,4–5 ), wo erzählt wird, wie Simson Füchse zur Zerstörung gegnerischer Felder gebraucht.
In der christlichen Ikonografie dient der Fuchs zur Vermenschlichung und Personifikation der Sünde.

### Literatur

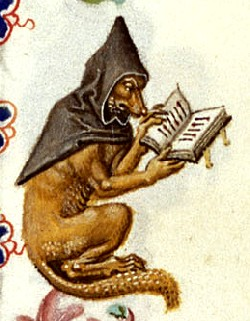
Lesender Fuchs mit klerikaler Kopfbedeckung (Stundenbuch, etwa 1460)
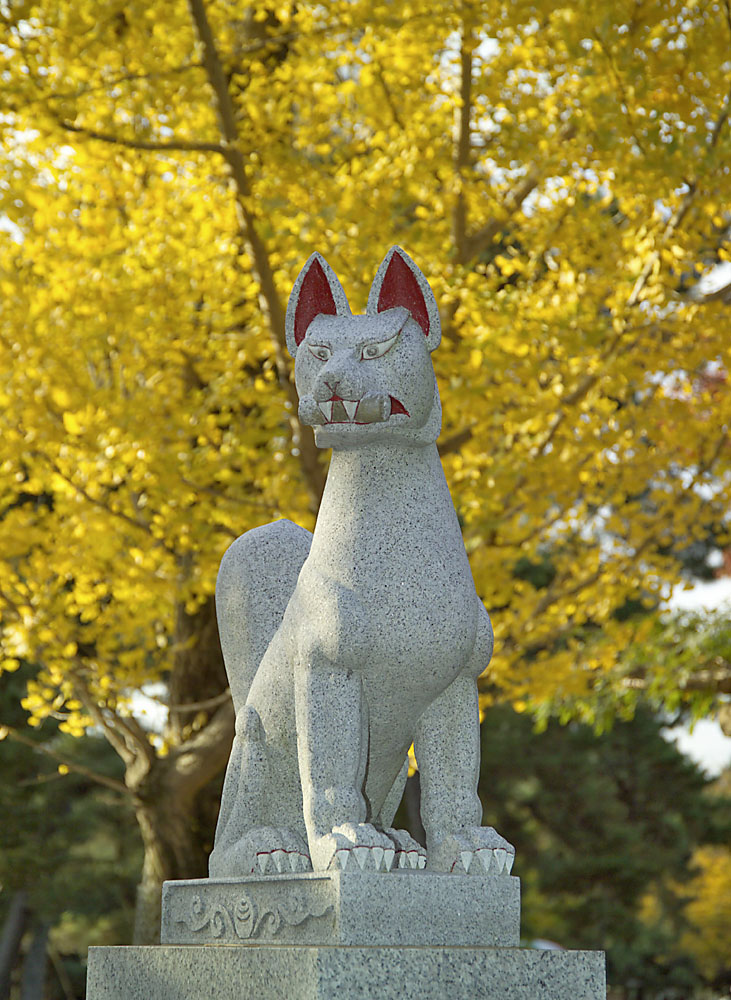
Eine japanische Kitsune-Statue
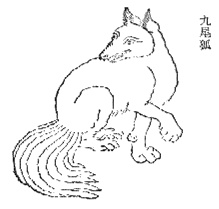
Neunschwänziger Fuchs; aus der Qing-Ausgabe von Shan Hai Jing
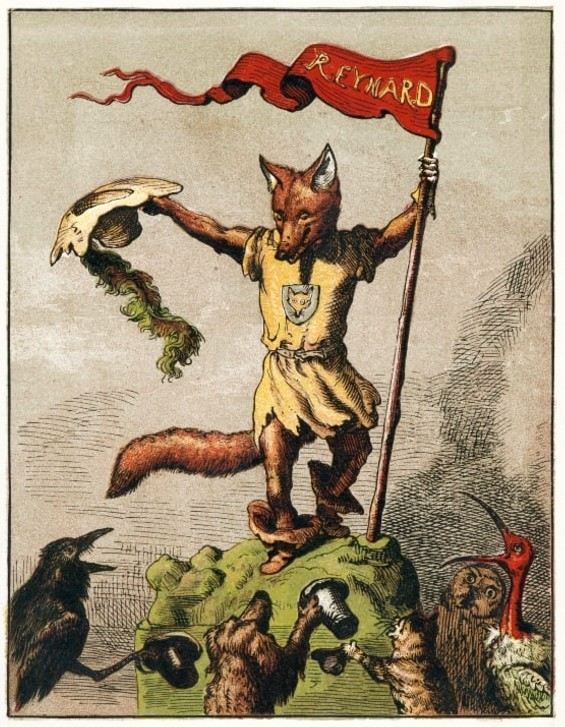
Illustration von Reineke Fuchs in einem Kinderbuch von 1869

### Kulturgeschichte
Fuchsknochen als Grabbeigaben aus der Zeit um 14.500 v. Chr. – also wohl etwa gleichzeitig mit der Domestizierung des Hundes in einigen Regionen der Welt und kurz vor dem Vorkommen von gemeinsamen Bestattungen von Mensch und Hund im Natufien des Nahen Ostens – finden sich in Grab 1 der Fundstelle von ʾUyyun al-Hamman (Wadi Ziqlab, Jordanien), die in den geometrischen Abschnitt des Kebarien datiert. Möglicherweise weist der Fund auf (wegen der Scheuheit des Tieres wohl vergebliche) Domestizierungsversuche des Fuchses hin. Das Grab enthielt zwei Bestattungen, die zu verschiedenen Zeiten beerdigt worden waren. Unter dem Brustkorb von Bestattung B, einem Erwachsenen, lag ein vollständiger Fuchsschädel und ein Oberarm (v. Vulpes vulpes). In Grab VIII lag dagegen ein fast vollständiges Fuchsskelett, dem Schädel und Humerus fehlten. Die Knochen gehören vermutlich zu demselben Tier. In der Natufien-Siedlung Kfar HaHoresh (Israel) lagen Teile von Fuchsskeletten in Kinderbestattungen. Füchse wurden zu dieser Zeit jedoch auch gegessen, wie Funde aus den Karmel-Höhlen beweisen.
Auf dem Pfeiler 2 der Anlage A von Göbekli Tepe (PPNA) ist unter anderem ein Fuchs dargestellt.